# Románico lombardo

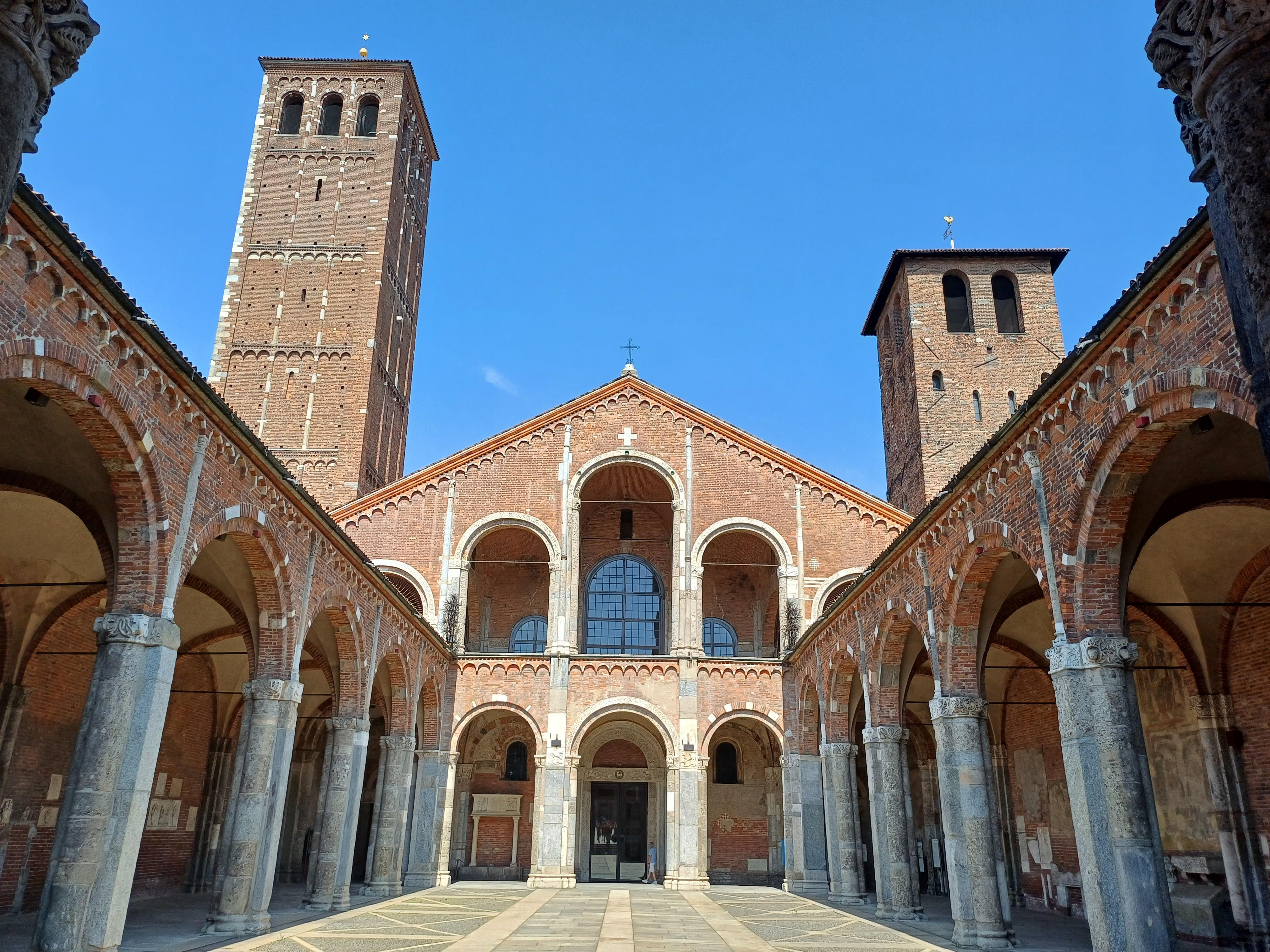
Atrio y la fachada de la basílica de San Ambrosio, Milán

El románico lombardo es una variante regional del arte románico que se desarrolló en el norte de la península itálica en las últimas décadas del siglo XI y el siglo XII. La corriente estilística evolucionó en un área geográfica más amplia que la actual región de Lombardía, e incluía también la región de Emilia y una parte del Piamonte, e influyó en una gran parte de la actual Italia, hasta Umbria, las Marcas, el norte del Lacio y Cerdeña.
Lombardía fue la primera región italiana que recibió las novedades artísticas transalpinas gracias al entonces secular movimiento de artistas lombardos en Alemania y viceversa, que permitió exportar las técnicas constructivas más avanzadas de la época, como las bóvedas de piedra, e incluso algunos rasgos estilísticos como las arcadas colgantes (archetti pensili) y las lesenas (de hecho, en muchos lugares se las llama bandas lombardas).
Desde 2007 el Consejo de Europa impulsa un Itinerario Cultural del Consejo de Europa destinado a valorar, estudiar y promover el patrimonio artístico y el conocimiento del arte románico en Europa:« Transromanica», identificando tres monumentos del románico lombardo de especial interés: la catedral de Módena, la Basílica de San Miguel el Mayor en Pavía y la abadía de Vezzolano.

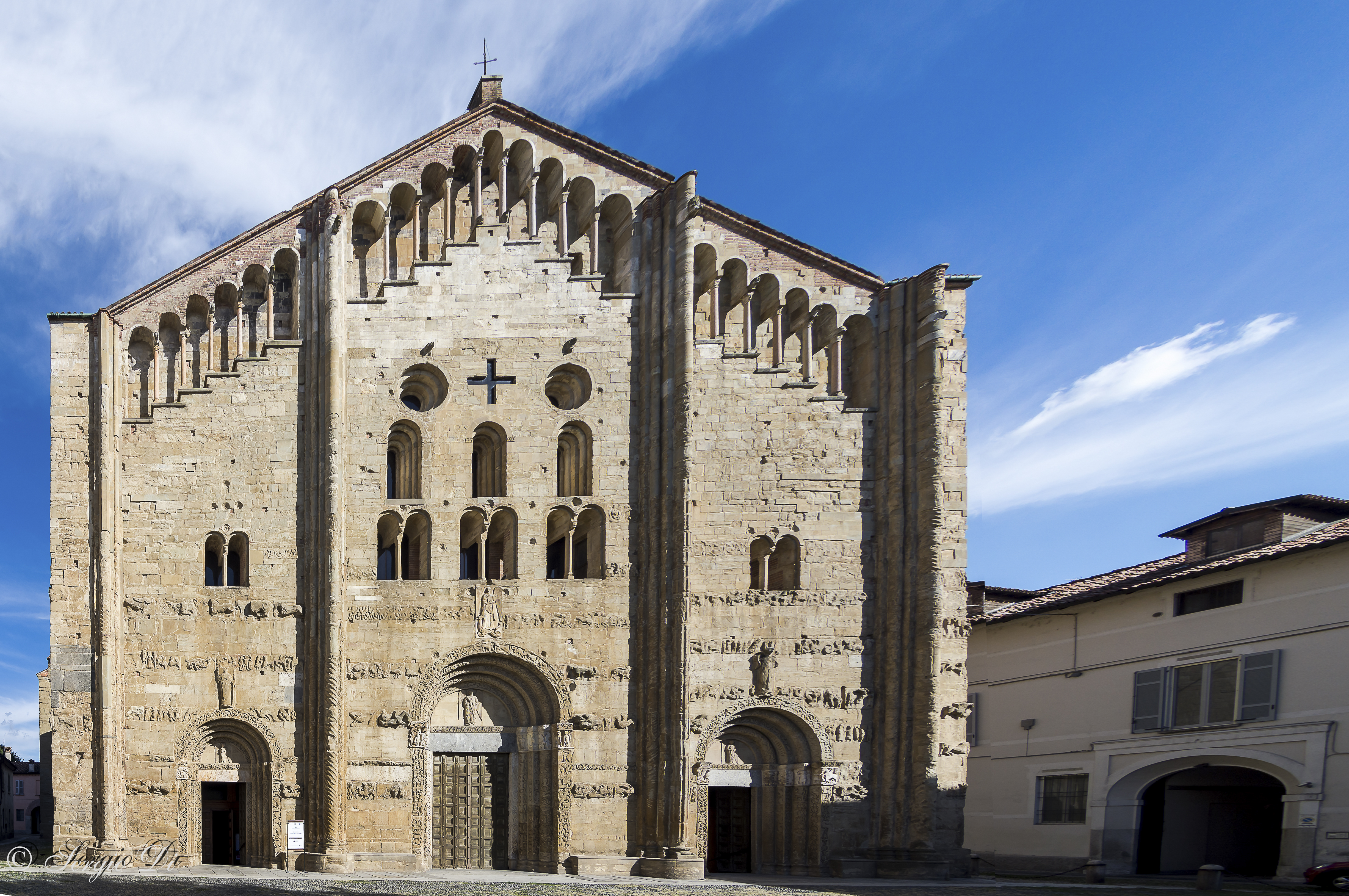
Basílica de San Miguel el Mayor en Pavía (fin siglo XI-1115)
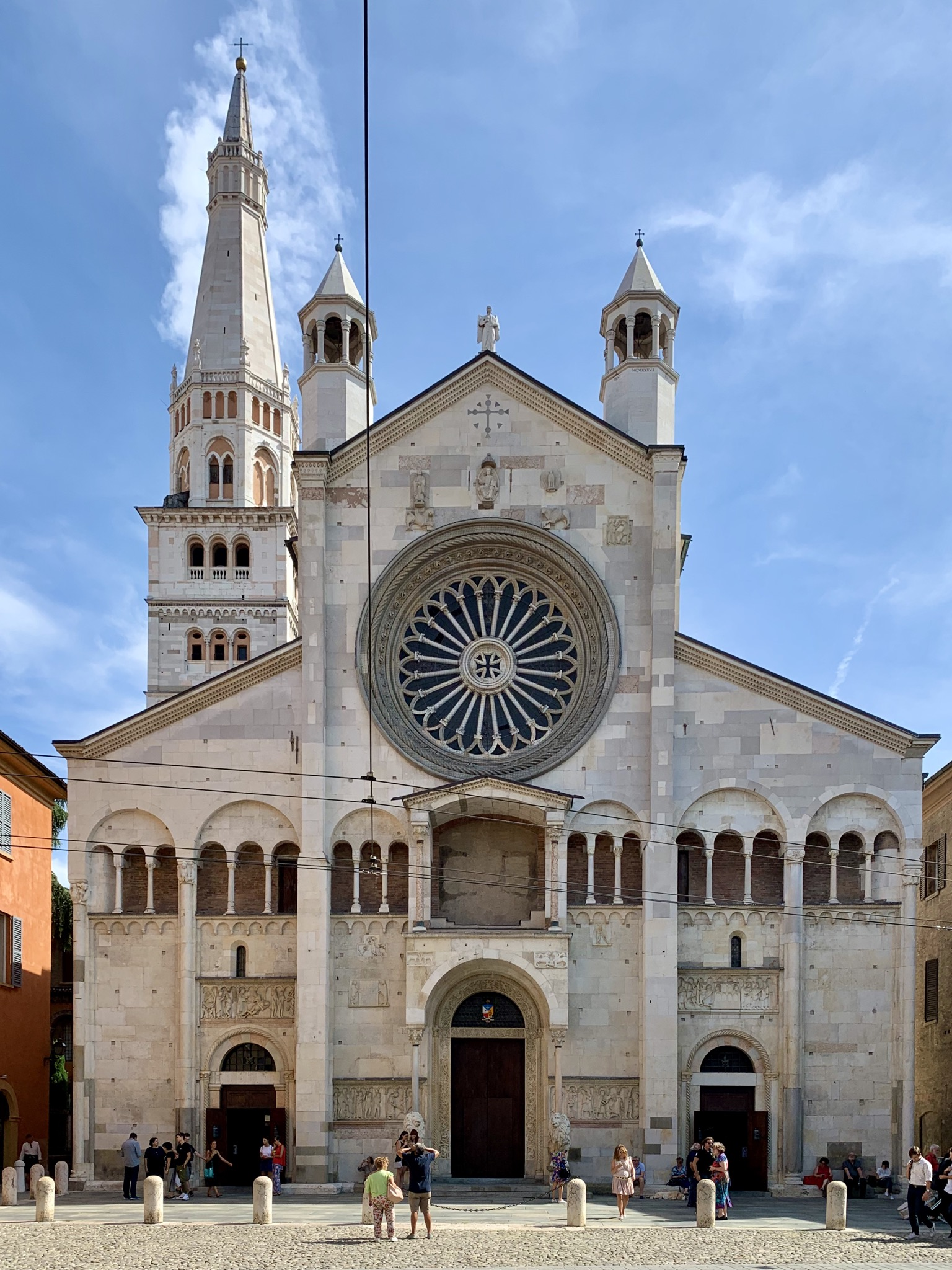
Fachada de la catedral de Módena (1099-ca. 1130')
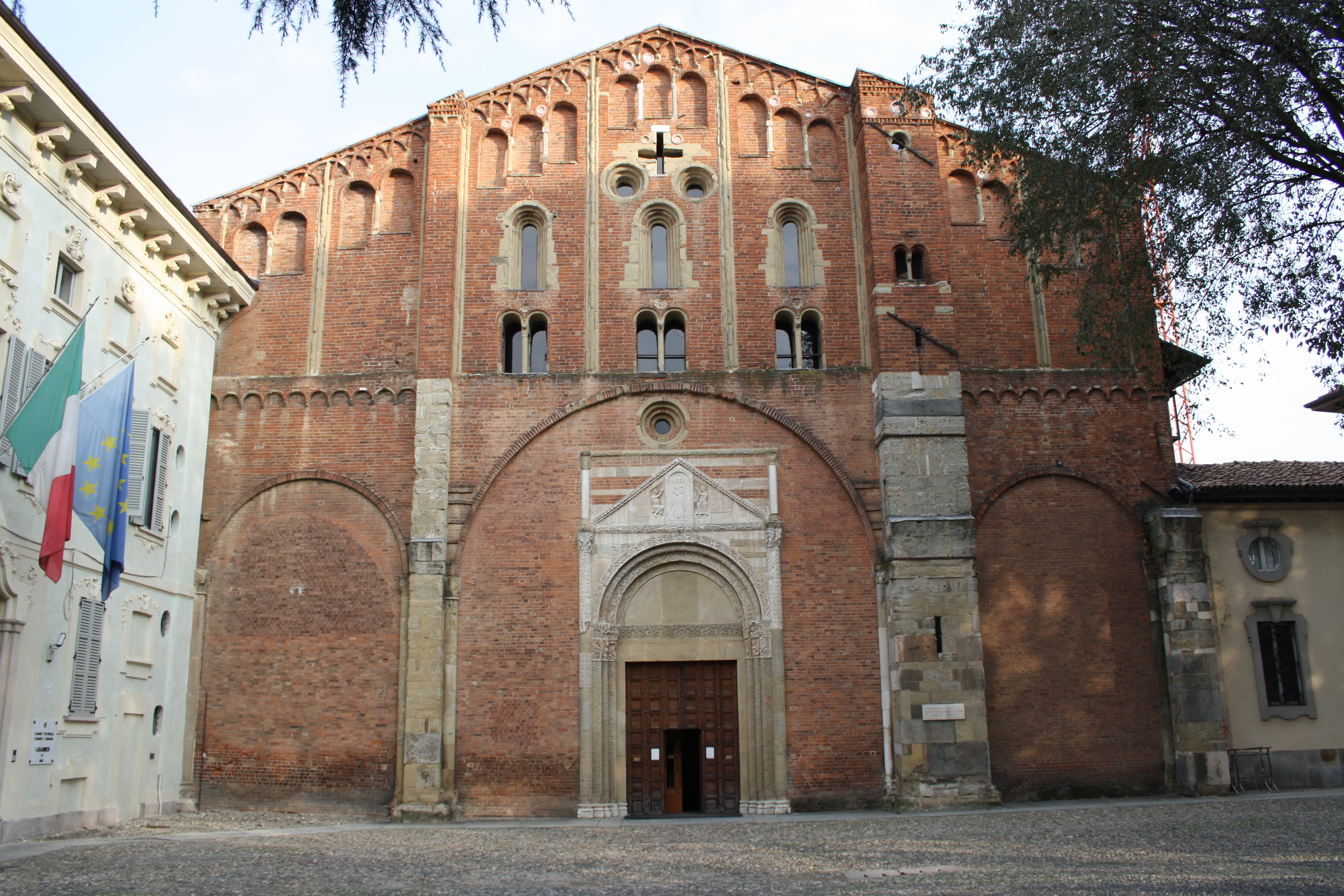
Basílica de San Pietro in Ciel d'Oro (?-1132)
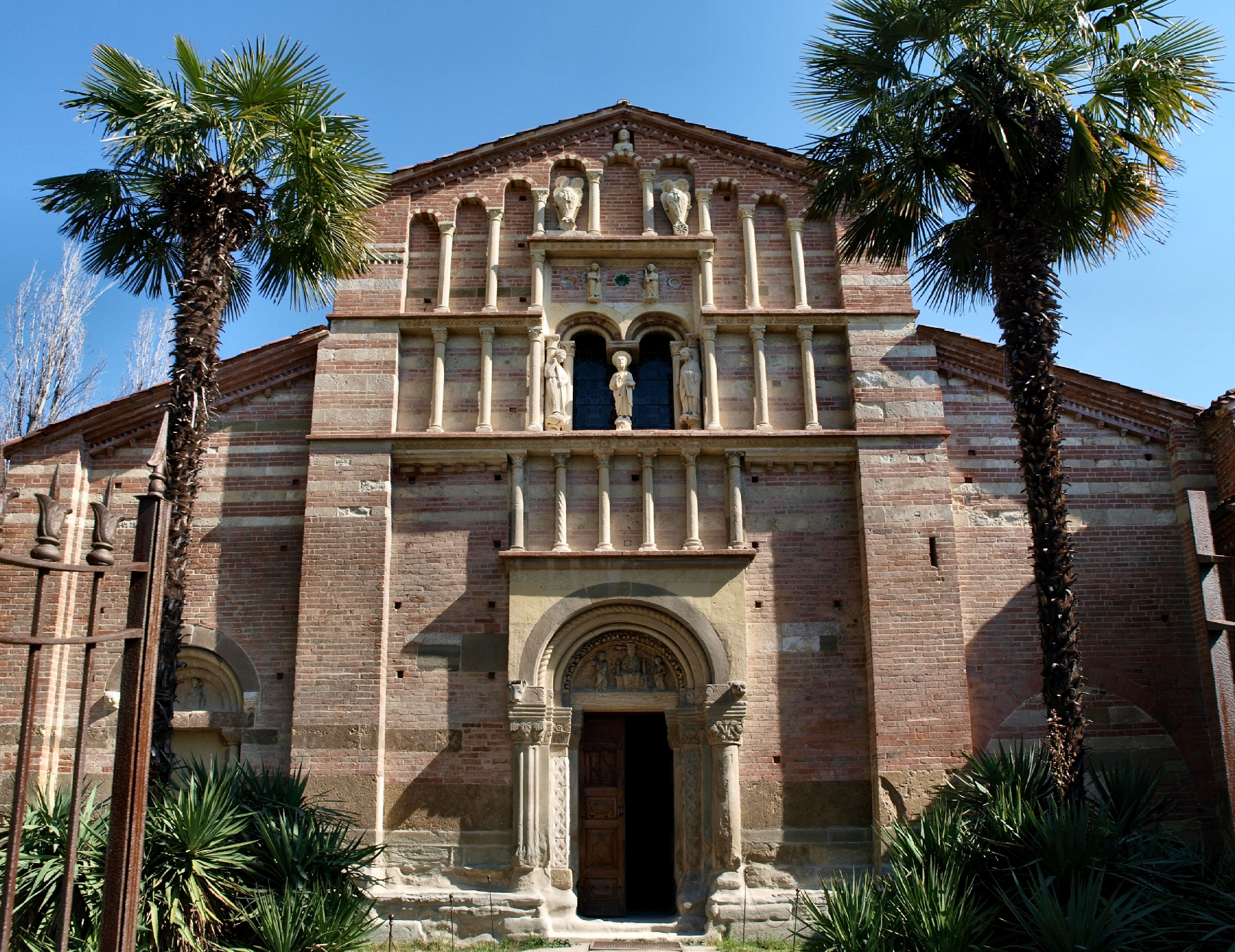
Vista de la fachada de la iglesia de la abadía de Vezzolano (?-1189)

## Arquitectura románica lombarda

### Arquitectura románica en Lombardia

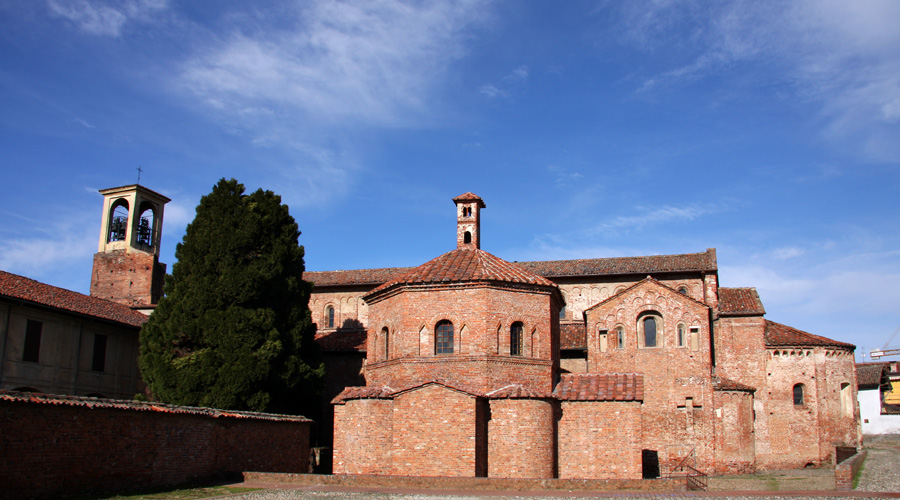
basílica de Santa María la Mayor en Lomello

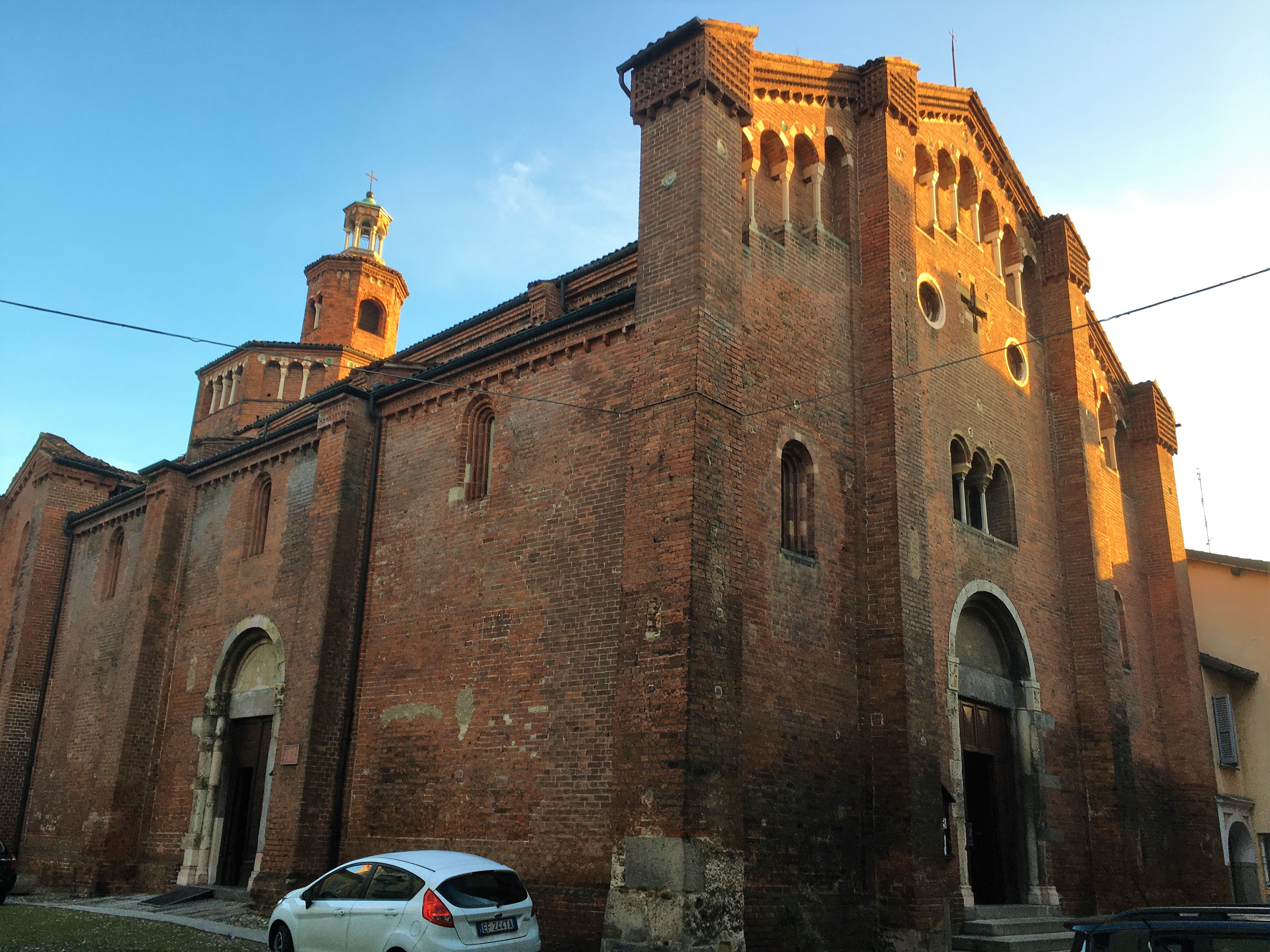
Iglesia de San Teodoro, Pavía.

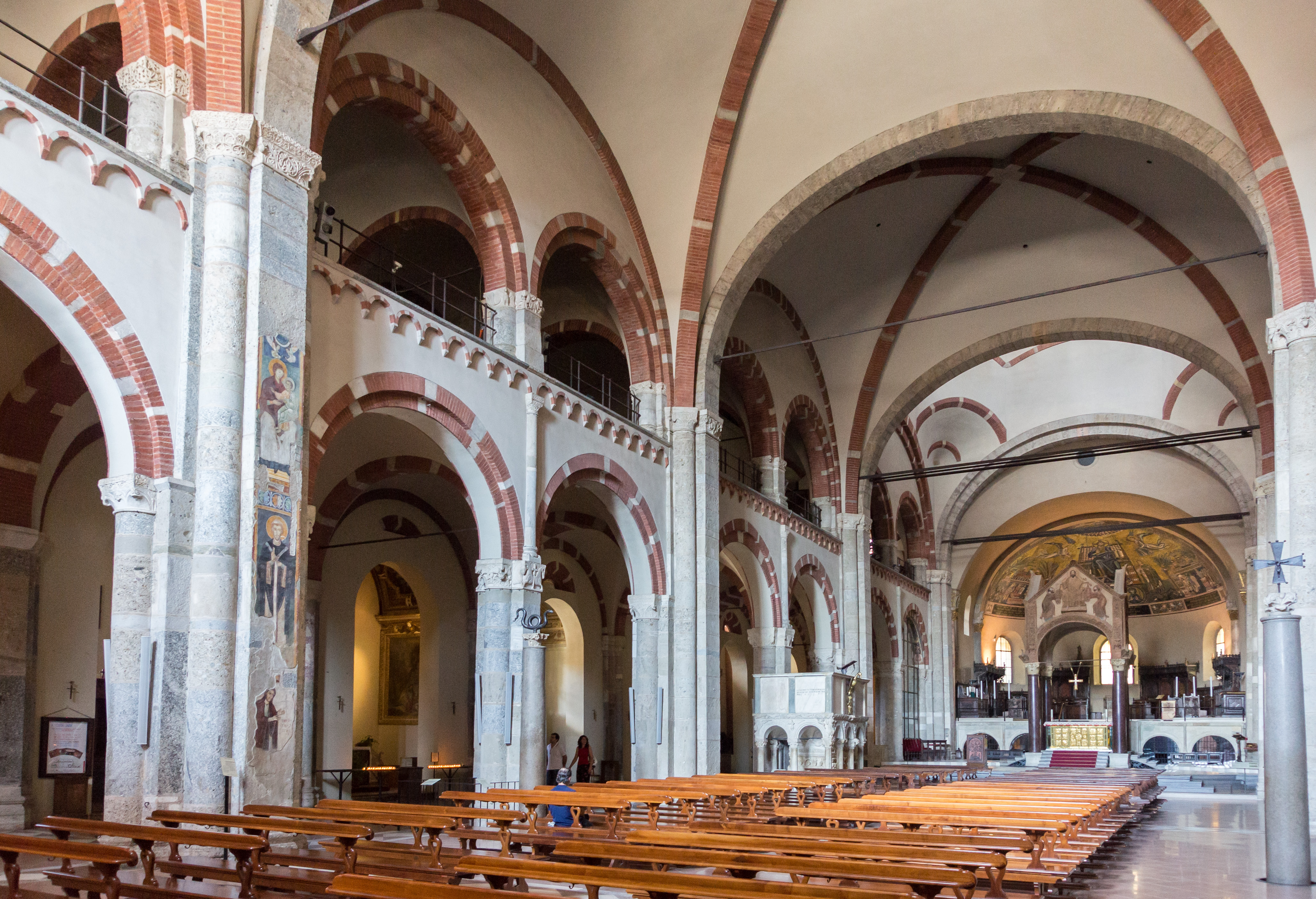
Interior de San Ambrosio, Milán

La Lombardía, entendida como región amplia que incluía también Emilia y una parte del Piamonte, fue la primera zona que recibió las novedades artísticas de más allá de los Alpes, gracias al movimiento de artistas lombardos a Alemania y de los mismos alemanes que llegaban. Estas influencias fueron reelaboradas siguiendo esquemas típicamente italianos, como los de la abadía de Pomposa (del Maestro Marzulo), consagrada en el año 1026, con un campanario iniciado por el Maestro Deusdedit en el año 1063. Se puede ver allí una original decoración en dos colores, por el uso de ladrillos blancos y rojos, y, por primera vez en Italia, la fachada aparece decorada con esculturas, en este caso bajorrelieves esculpidos finamente y calados, con viñas y animales inspirados a las estofas sasánidas de Persia. También el campanario es precoz sea por tipología (aislado en relación con el cuerpo de la iglesia, según un modelo que luego se hizo típicamente italiano), sea por el estilo de la decoración, con bandas verticales (llamadas bandas lombardas) y lesenas (o arquillos rematando los muros, que dan la impresión de movimiento de los muros, perforada por la apertura de ventanas con arcos cada vez más amplios. Se piensa que estas características han sido importadas del mundo bizantino y armenio.
Una de las iglesias más antiguas que aún se conservan con elementos significativos de la novedad del estilo románico es la basílica de Santa María la Mayor en Lomello, construida entre 1025 y 1050, con fuertes referencias a la arquitectura otoniana: fue una de las primeras iglesias italianas que cubrió las naves laterales con bóvedas de crucería, en lugar de las tradicionales viguerías. En el interior, en lugar de las columnas habituales en las basílicas se dispusieron soportes con dos semicolumnas adosadas en los lados. Las semicolumnas sostienen los arcos divisores, mientras que las pilares se prolongan en paraste (pilastras) hasta las impostas del sofito, donde hay unos originales arcos de ladrillo que atraviesan la nave central. La particular conformación de las prolongaciones de las pilastras y de las semicolumnas hace que los bloques de impostas (en lugar de los capiteles) creen una suerte de decoración cruciforme en las paredes.
La pequeña iglesia de San Pietro al Monte en Civate, también de influencia germánica, tiene dos ábsides opuestos, según los modelos carolingios.
En la zona del comasco se recuperaron modelos del norte de Europa, como muestra la precoz basílica de San Abundio, de cinco naves cubiertas con viguerías de madera, donde hay un doble campanile al estilo de los Westwerk alemanes. Otras particularidades son la presencia temprana de arcadas ciegas y lesenas en los muros exteriores, hechas de piedra local en lugar del ladrillo típico utilizado en Milán y Pavía, además de un notable corredor escultórico de los «comacini magistri»..
Entre finales del siglo XI y principios del siglo XII, en un estilo románico ya maduro, se reconstruyó la basílica de san Ambrosio en Milán, dotándola de bóvedas de crucería y con un diseño muy racional, de una perfecta correspondencia entre el dibujo en planta y los elementos en alzado. En la práctica, cada arco de la bóveda se apoya sobre una semipilastra o semicolumna propia que a su vez se reagrupan en el pilar fasciculado, cuya sección horizontal: la inferior, de tres arcos iguales, se reúne con el perímetro interno del atrio; la superior, tiene cinco arcadas que aumentan de altura favoreciendo el perfil inclinado de las aguadas. Presenta también los arcos colgantes, es decir, filas de pequeños arcos de medio punto bordar la cornisa marcapiano y los aleros. El cuadripórtico se trazó en cambio sobre la estructura paleocristiana anterior, a pesar de que había cambiado entonces de función: ya no era un lugar para celebrar los catecúmenos, sino la sede de reuniones y asambleas religiosas o civiles.
El aislamiento estilístico de San Ambrosio de Milán no debió ser tan fuerte en el momento de la reconstrucción como hoy, cuando había otros monumentos ahora perdidos o fuertemente alterados a lo largo de los siglos, como las catedrales de Pavia, de Novara (demolida a mediados del siglo XIX) y de Vercelli (reformada en el siglo XVI). Es común la evocación del modelo de San Ambrosio en la iglesia de los Santos Nazario y Celso, también en Milán, o en las iglesias extraurbanas como la iglesia de San Segismundo en Rivolta d'Adda.

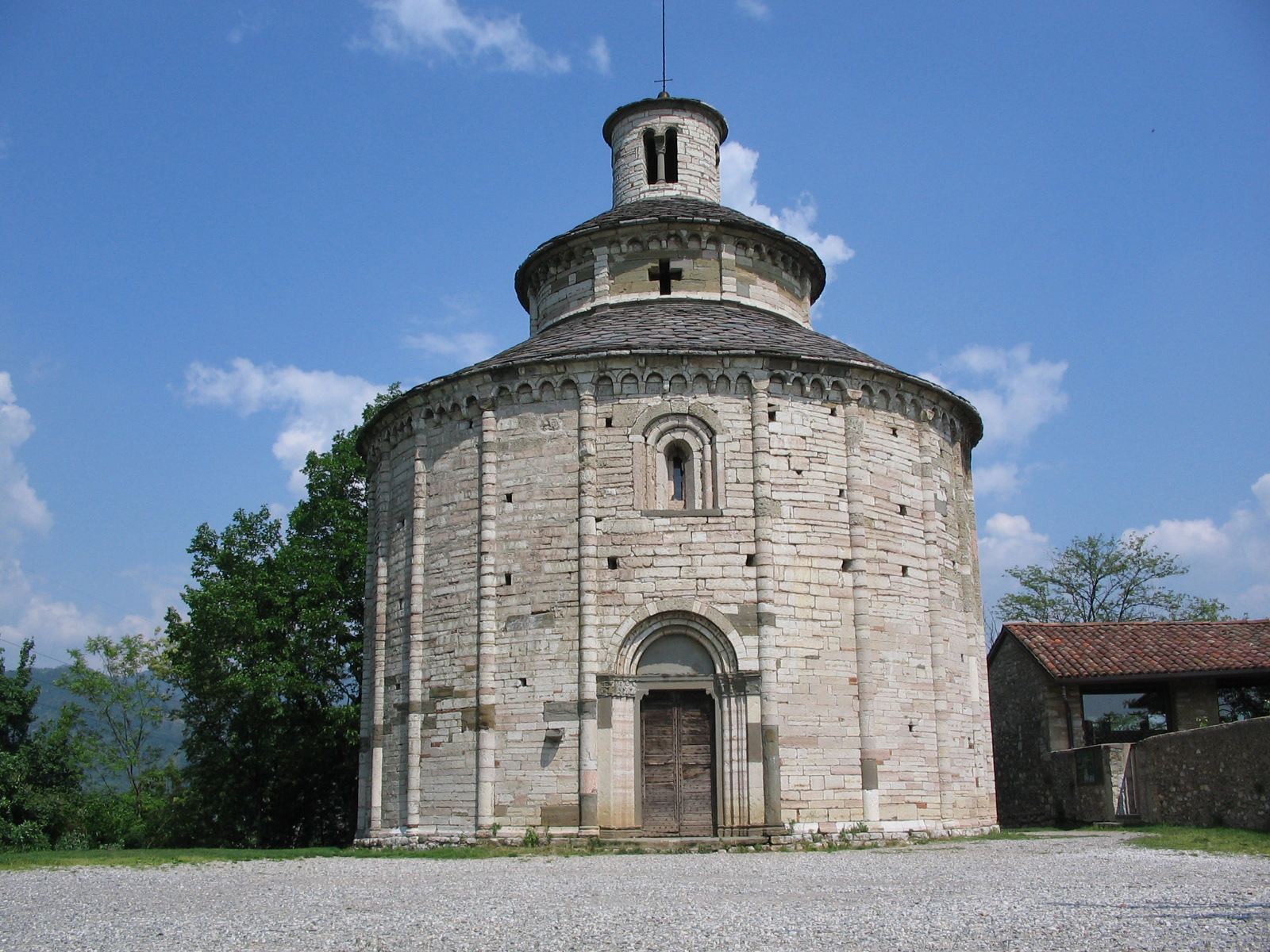
Rotonda de San Tomè

La rotonda de San Tomè, unánimemente considerada monumento del románico maturo, situada en la provincia de Bérgamo se distingue por su planta circular, por la armonía de sus volúmenes cilíndricos superpuestos, por la originalidad de la estructura interna dividida en recorridos delimitados por las columnas y por sus capiteles de particular belleza y valía artística.
El matroneo superpuesto sobre el cuerpo principal se caracteriza, también, por las columnas suprayacentes a las del cuerpo inferior, culminadas por capiteles esculpidos con motivos diversos que reproducen ornatura longobarda, episodios bíblicos y figuras zoomorfas. La linterna cierra la estructura causando un efecto de gran encanto y elegante esbeltez.
Otros ejemplos de iglesias románicas lombardas de planta circular son el duomo Vecchio de Brescia y la Rotonda de San Lorenzo en Mantova

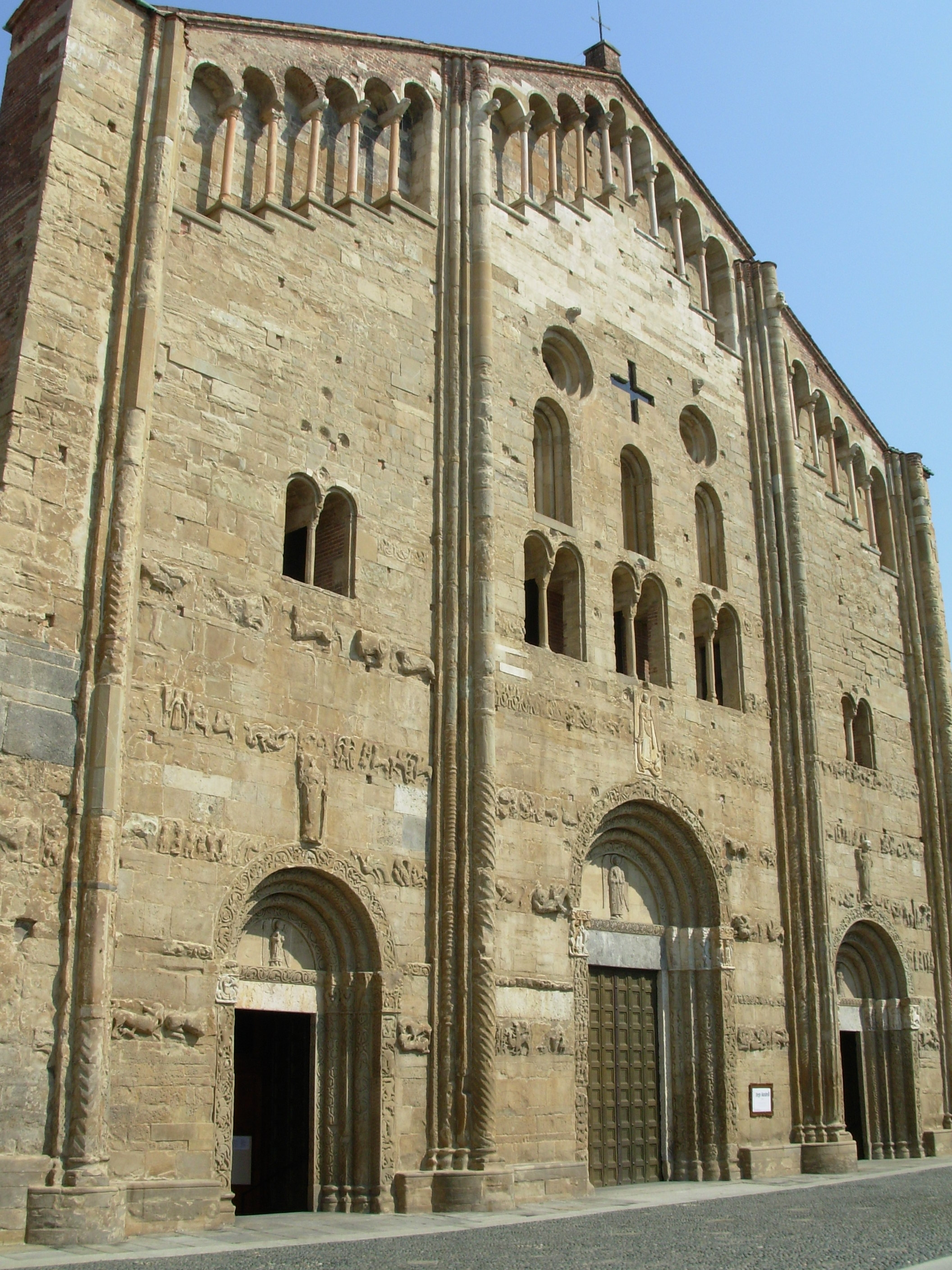
San Michele Maggiore en Pavía.

Otros desarrollos han quedado testimoniados por la Basílica de San Miguel (San Michele Maggiore) en Pavía, con la fachada constituida por un único y gran perfil pentagonal a doble vertiente, dividido en tres partes mediante contrafuertes verticales, y, en la parte alta, decorado por dos galerías simétricas de arcos sobre columnas, que siguen el perfil de la cubierta; el fuerte desarrollo ascensional queda subrayado también por la disposición de las ventanas, concentradas en la zona central. La extraordinaria decoración con bandas esculpidas que corren horizontalmente a través de toda la fachada está hoy seriamente comprometida por el grado de deterioro de la piedra arenisca en la que fueron talladas. El modelo de esta iglesia se tomó también en otras las iglesias de Pavía como San Teodoro y San Pietro in Ciel d'Oro (consagrada en el año 1132), y fue desarrollado en la catedral de Parma (a fines del siglo XII o inicios del XIII) y en la catedral de Piacenza (iniciada en el año 1206).

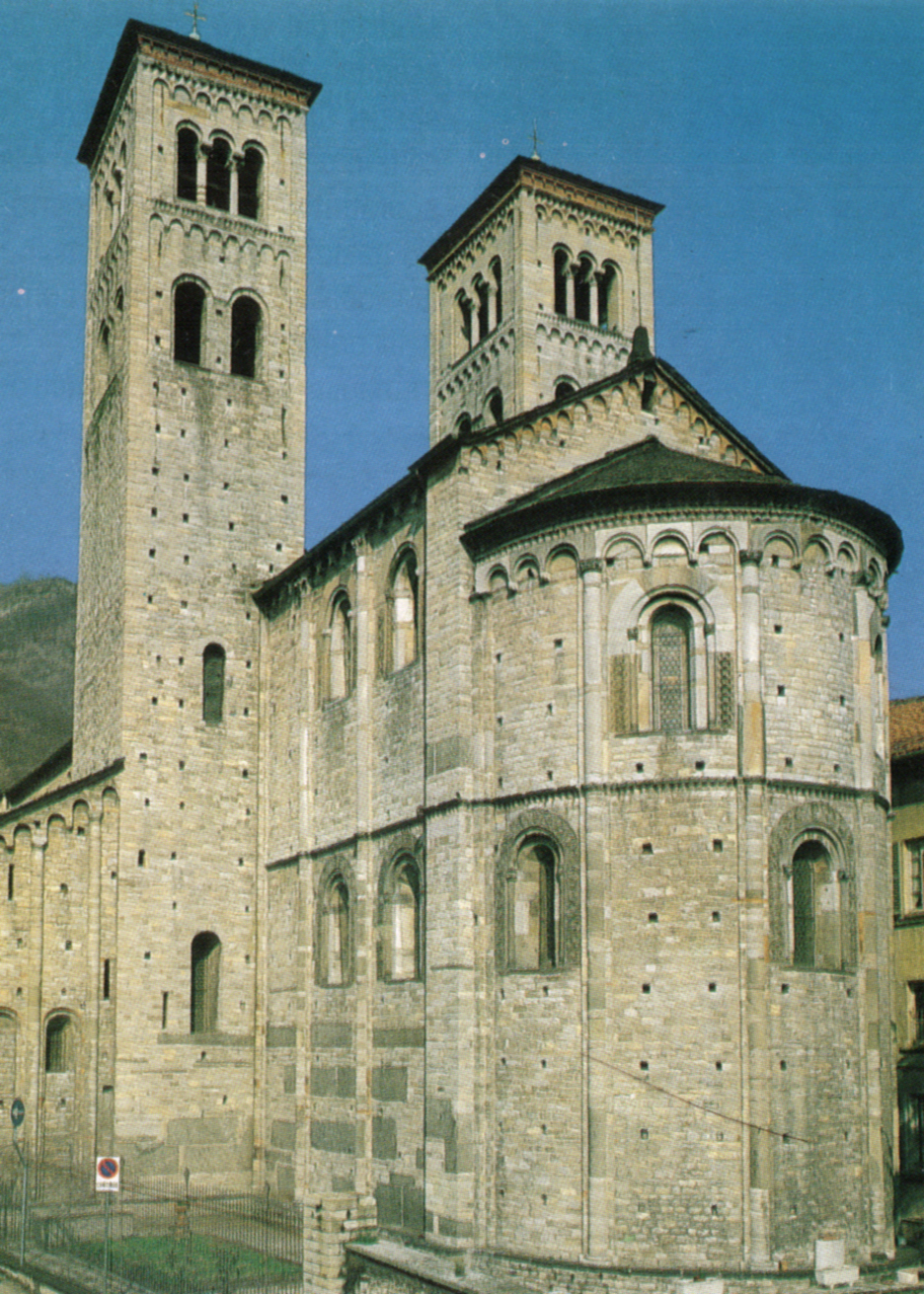
Ábside de la basílica de San Abundio (Como, siglo XI)
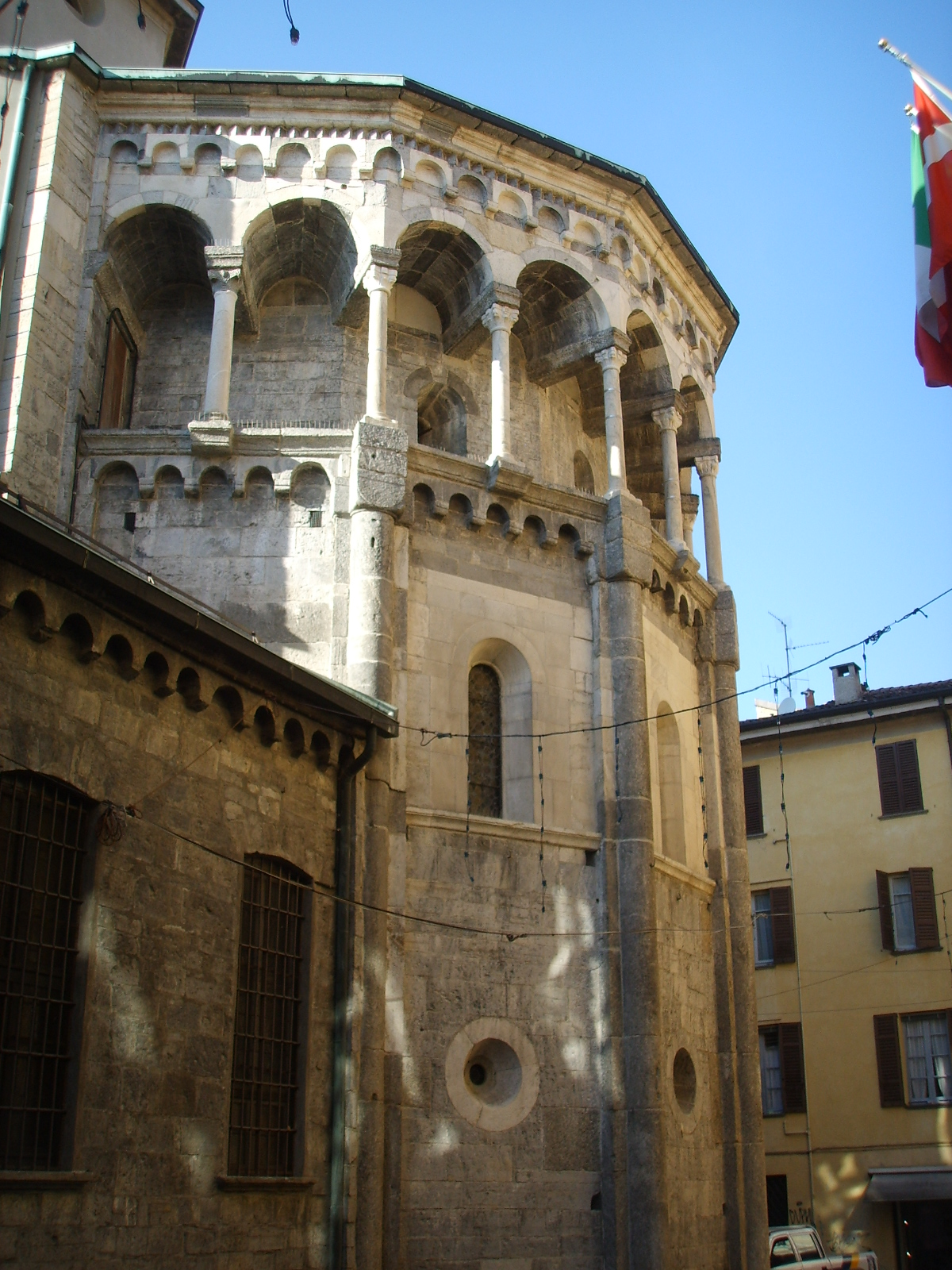
Ábside de la basilica de San Fedele (Como)
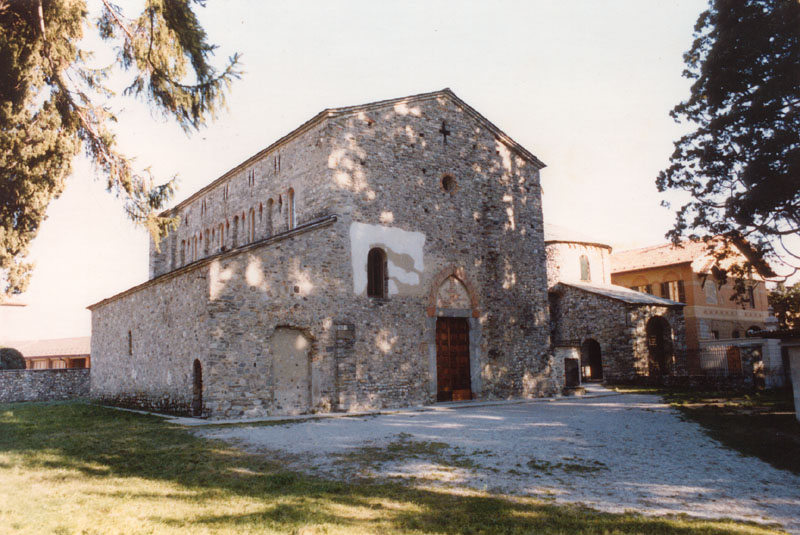
Complejo monumental de Galliano
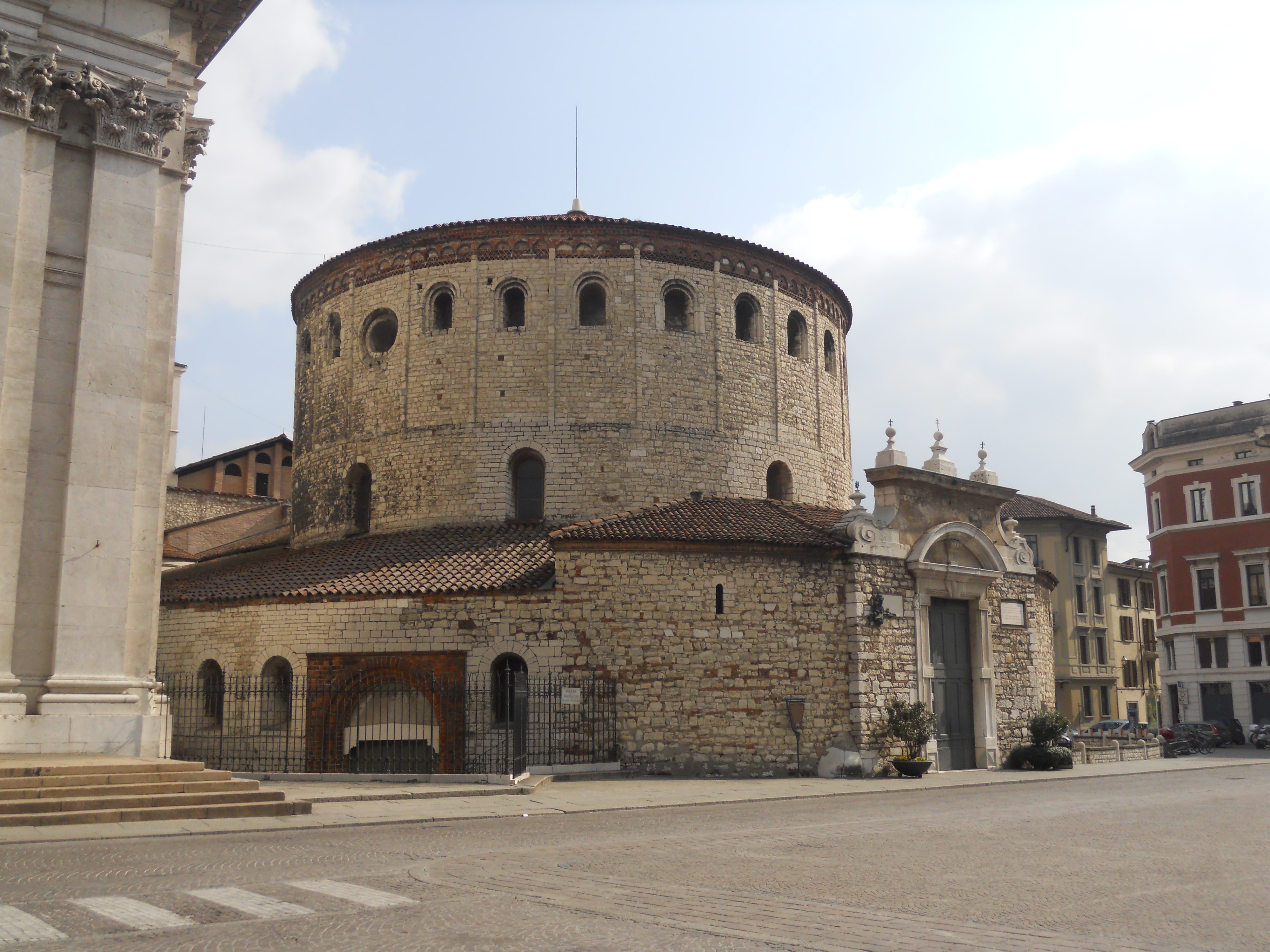
El duomo Vecchio de Brescia
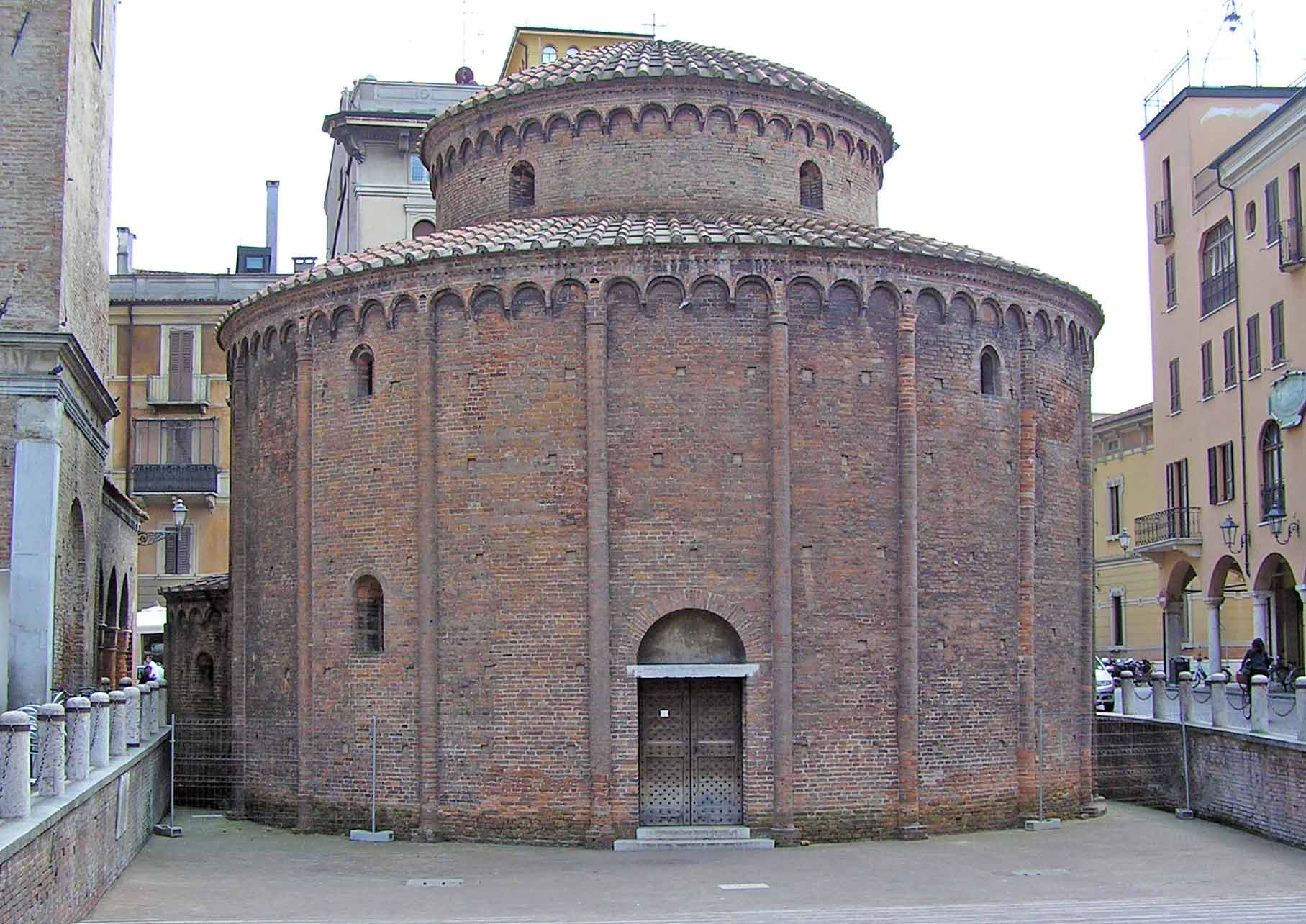
La Rotonda de San Lorenzo en Mantua

### Arquitectura románica en Emilia

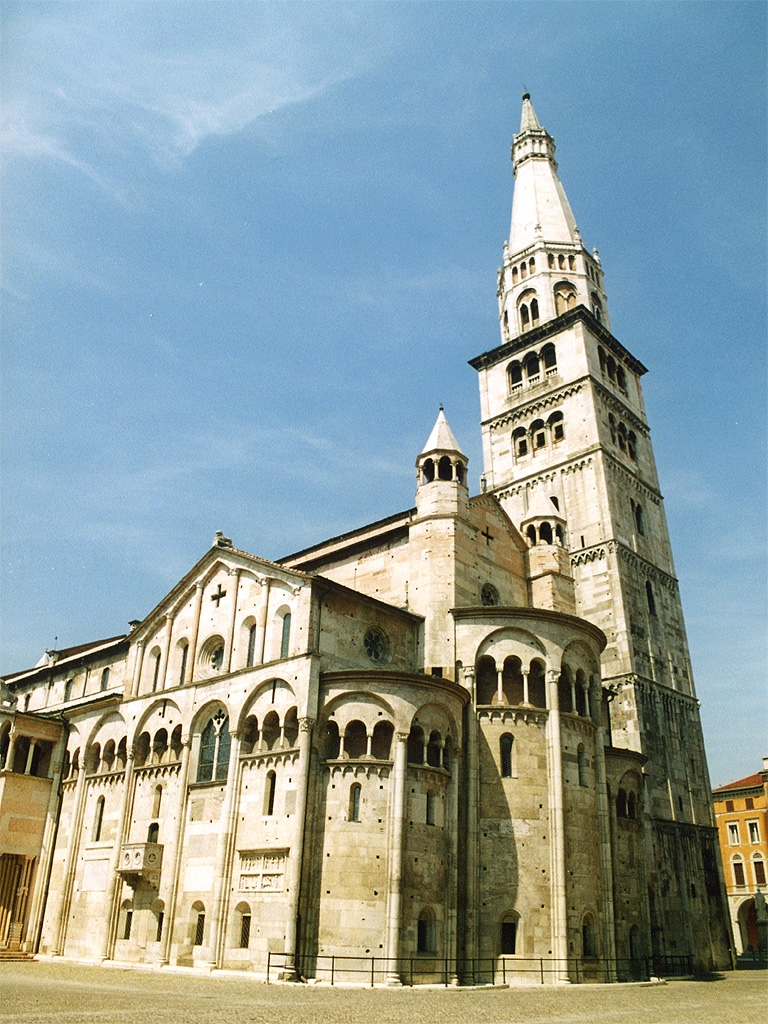
El duomo de Modena

La mayoría de las ciudades romanas a lo largo de la vía Emilia se dotaron en esta época de catedrales monumentales, entre las cuales todavía son claramente visibles la implantación medieval en el duomo de Parma, en el duomo de Modena y en el de Fidenza, mientras que en el duomo di Reggio Emilia fue fuertemente transformada en los siglos siguientes.
El duomo di Modena es uno de los testimonios sobrevivientes que mantiene un estilo más coherentemente unitario. Una placa situada fuera, en el ábside mayor, informa de que su fundación fue el 23 de mayo de 1099, y también indica el nombre del arquitecto, el magister Lanfranco, de origen lombardo (quizá de Como), aunque estudios recientes sugieren un origen veronés. Fue construido en unas pocas décadas, por eso no incorpora añadidos góticos significativos. Es de tres naves sin transepto y con tres ábsides y estuvo cubierta originalmente con cerchas de madera, que fueron sustituidas con bóvedas de crucería durante el siglo XV. Los muros de la nave central apoyan sobre pilares que alternan con columnas y cuenta con un triforio con tríforas que simulan un falso matroneo y un claristorio, donde se abren las ventanas. En el exterior, la articulación del espacio refleja el interior, con una serie continua de logietas a la altura del matroneo, que ciñen la catedral todo alrededor, rodeada por arcadas ciegas. La fachada, con remates inclinados, refleja la forma interna de las naves laterales, y se divide en tres por dos poderosas pilastras, mientras el centro está dominado por un pórtico avanzado o porche en dos plantas que se sostienen en columnas sobre leones (el rosetón y los portales laterales fueron añadidos más tarde). La serie continua de galerías a la altura del «matroneo», encerradas por arcadas ciegas que rodean la catedral, crean un efecto de claroscuro, muy copiado en construcciones posteriores. De extraordinario mérito e importancia es el conjunto escultórico formado por los famosos relieves de Wiligelmo y sus alumnos. La basílica de San Zenón de Verona es el ejemplo más directo de derivación a partir de la catedral de Módena.
El duomo de Parma se inició a finales del siglo XII y terminó en el siglo XIII con la construcción del campanile y el pórtico de la fachada. La catedral tiene una planta muy compleja, especialmente en la zona absidial y en el gran transepto, también rematado por ábsides en ambos lados. Aquí, como en Módena y, en particular como en Pavía, la fachada está animada por logias colgantes, sea oblicua, bajo el alero, sea en un doble orden horizontal, que crean un rítmico efecto de claroscuro junto con la delicada policromía debido a la utilización de diferentes piedras: arenisca, pietra grigia y mármol rosa de Verona. Parma es famosa por la obra escultórica de Benedetto Antelami. La construcción de las catedrales de Piacenza (1122-1233), Parma, Reggio, Modena, Ferrara afirma la edad comunal que consagra las nacientes Comuna que representa la continuidad ideal con el glorioso municipium romano. El modelo de arquitectura románica concilia la planta de la basílica romana con la estructura eclesiástica borgoñona.
Vecina por datación y estilo es la catedral de Piacenza, construida por iniciativa de la Comuna después de la conquista de la autonomía (1126). En Piacenza trabajó el escultor Niccolò.
De interés particular son también la abadía de Nonantola, la catedral de Fidenza y el complejo de Santo Stefano, en Bolonia

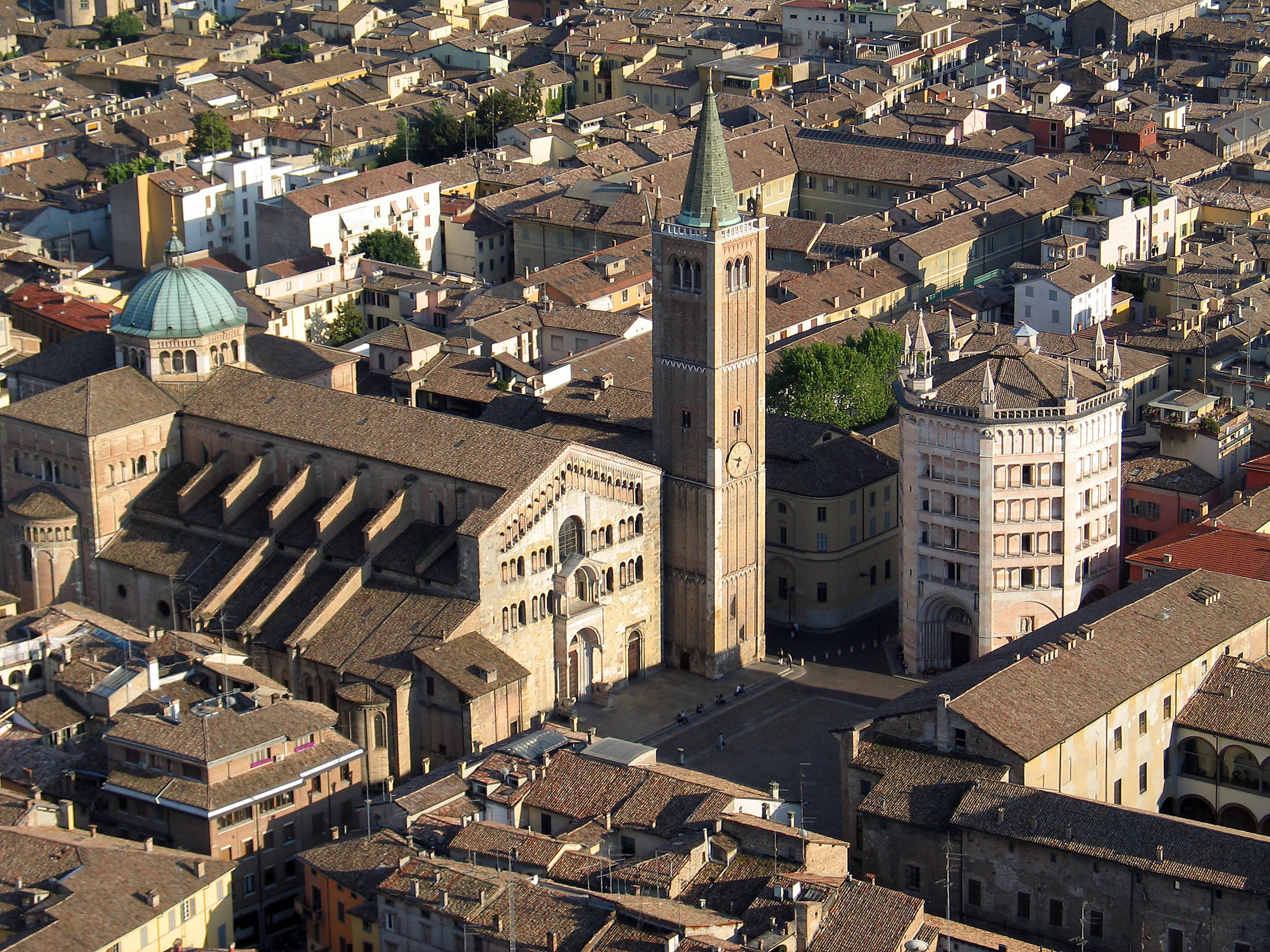
El duomo de Parma
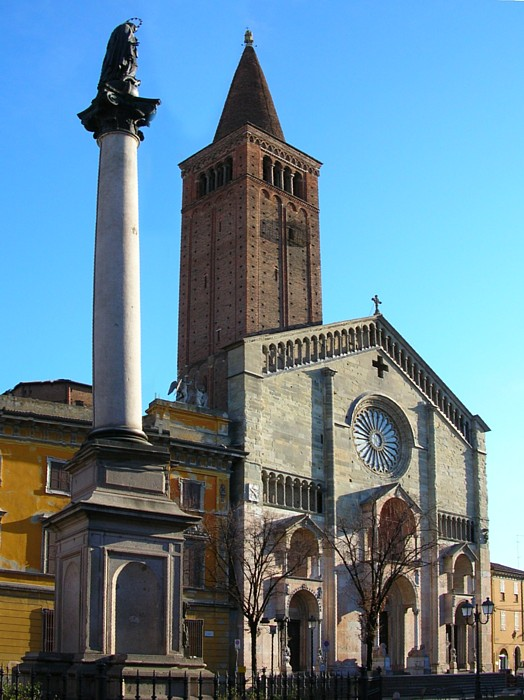
El duomo de Piacenza (1122-1233)
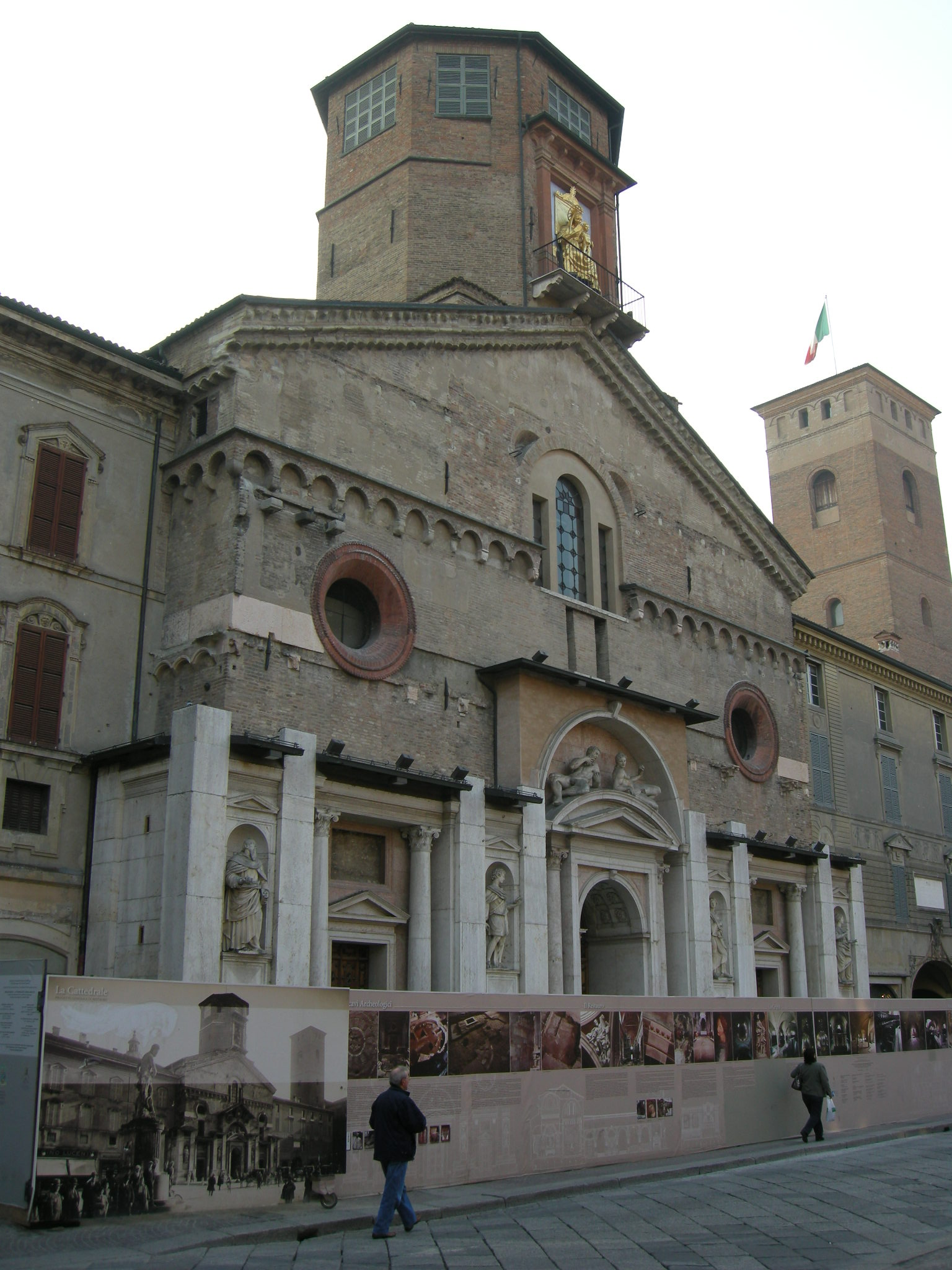
El duomo de Reggio Emilia (rehecha pronto)
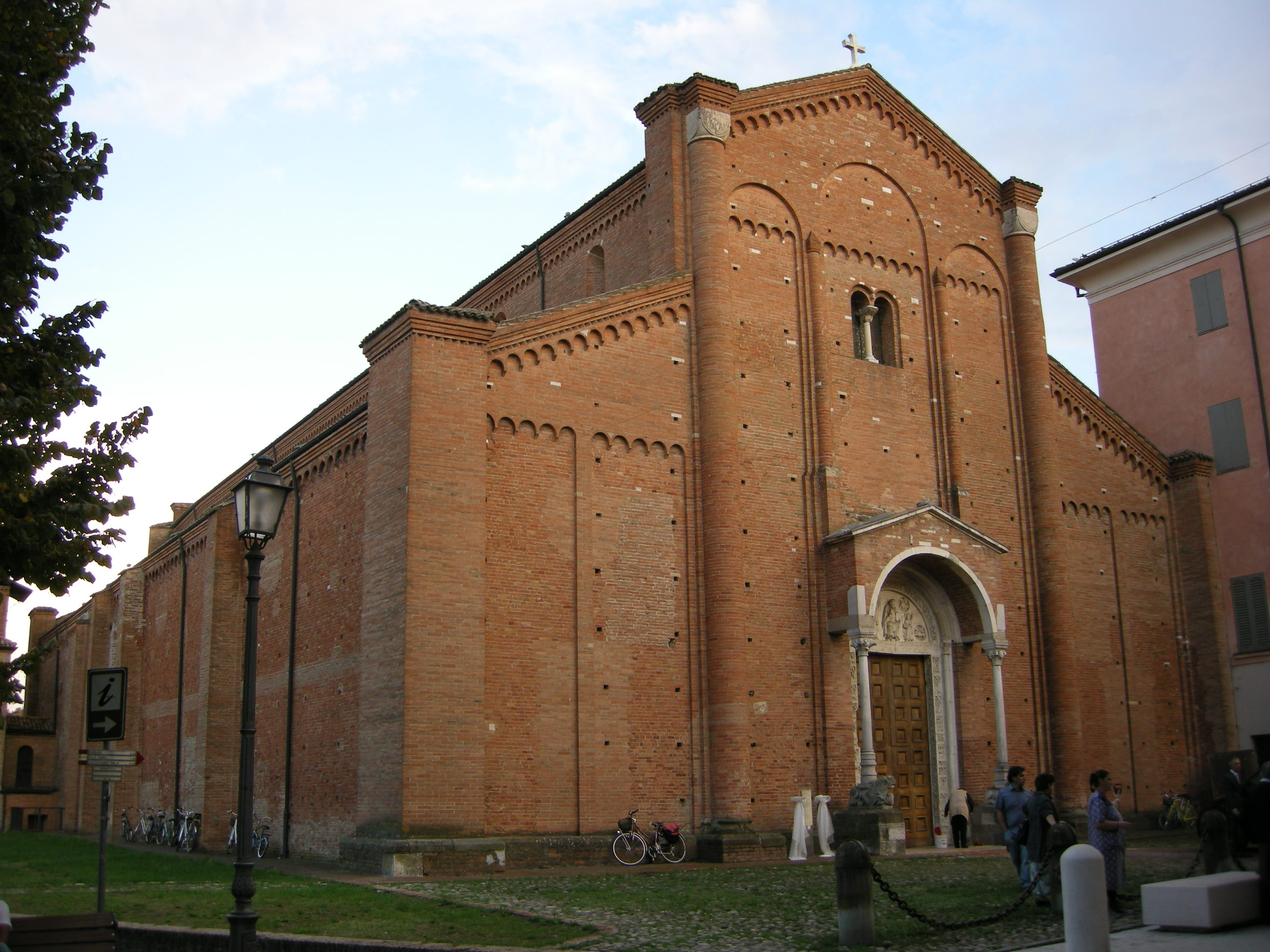
Abadía di Nonantola
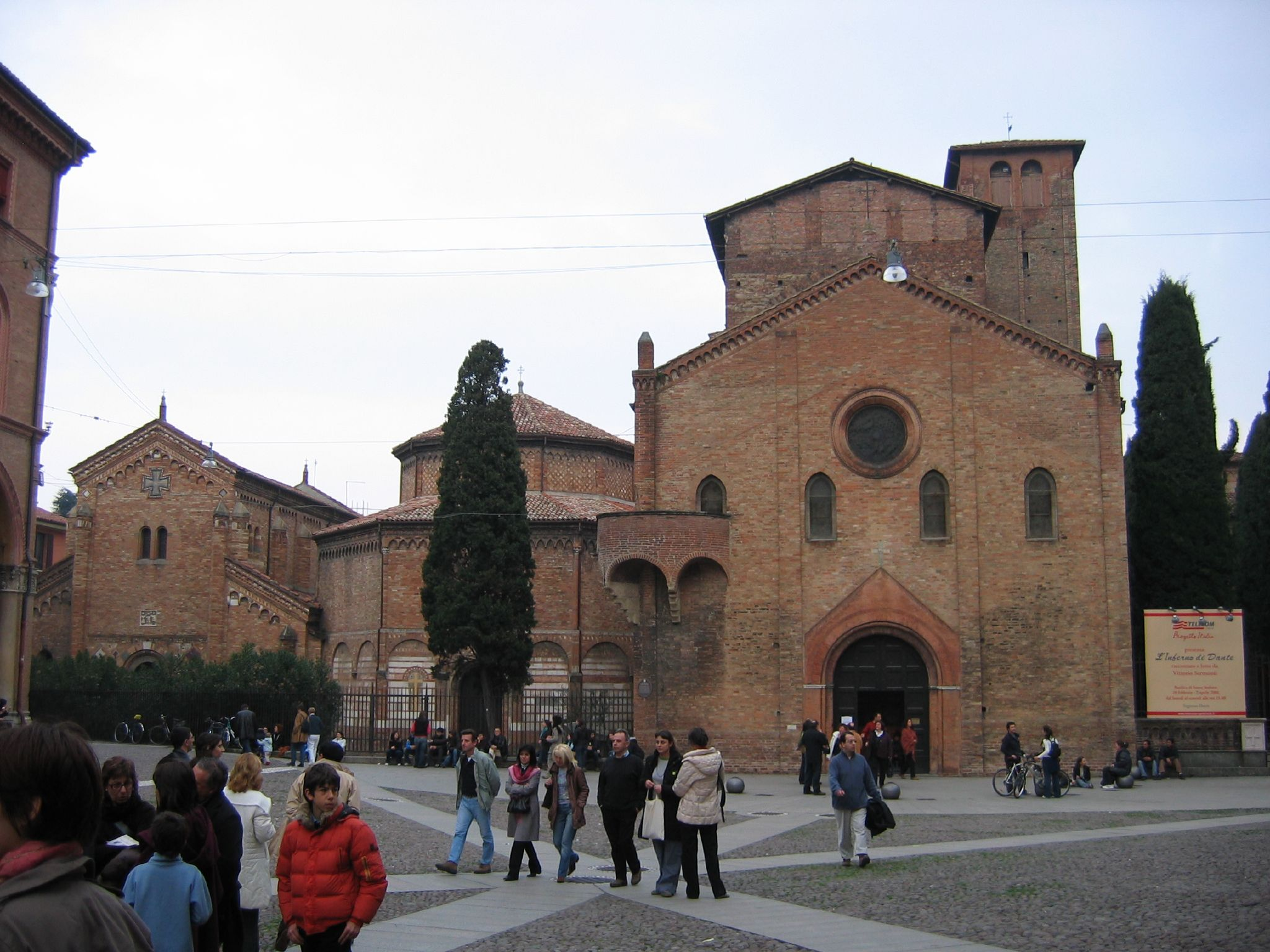
Basilica di Santo Stefano en Bolonia

### Arquitectura románica en otras zonas de influencia lombardas

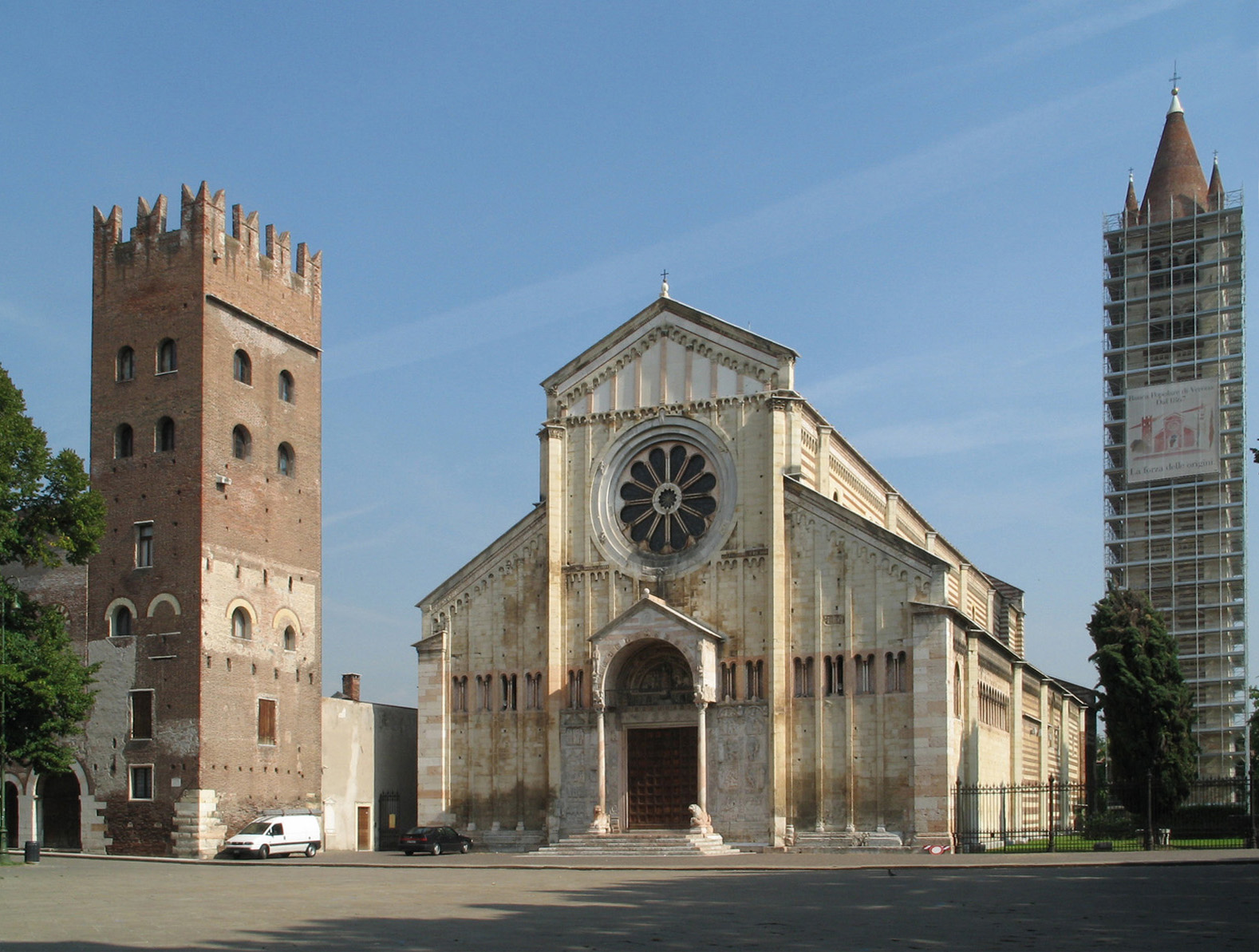
Basílica de San Zenón, Verona

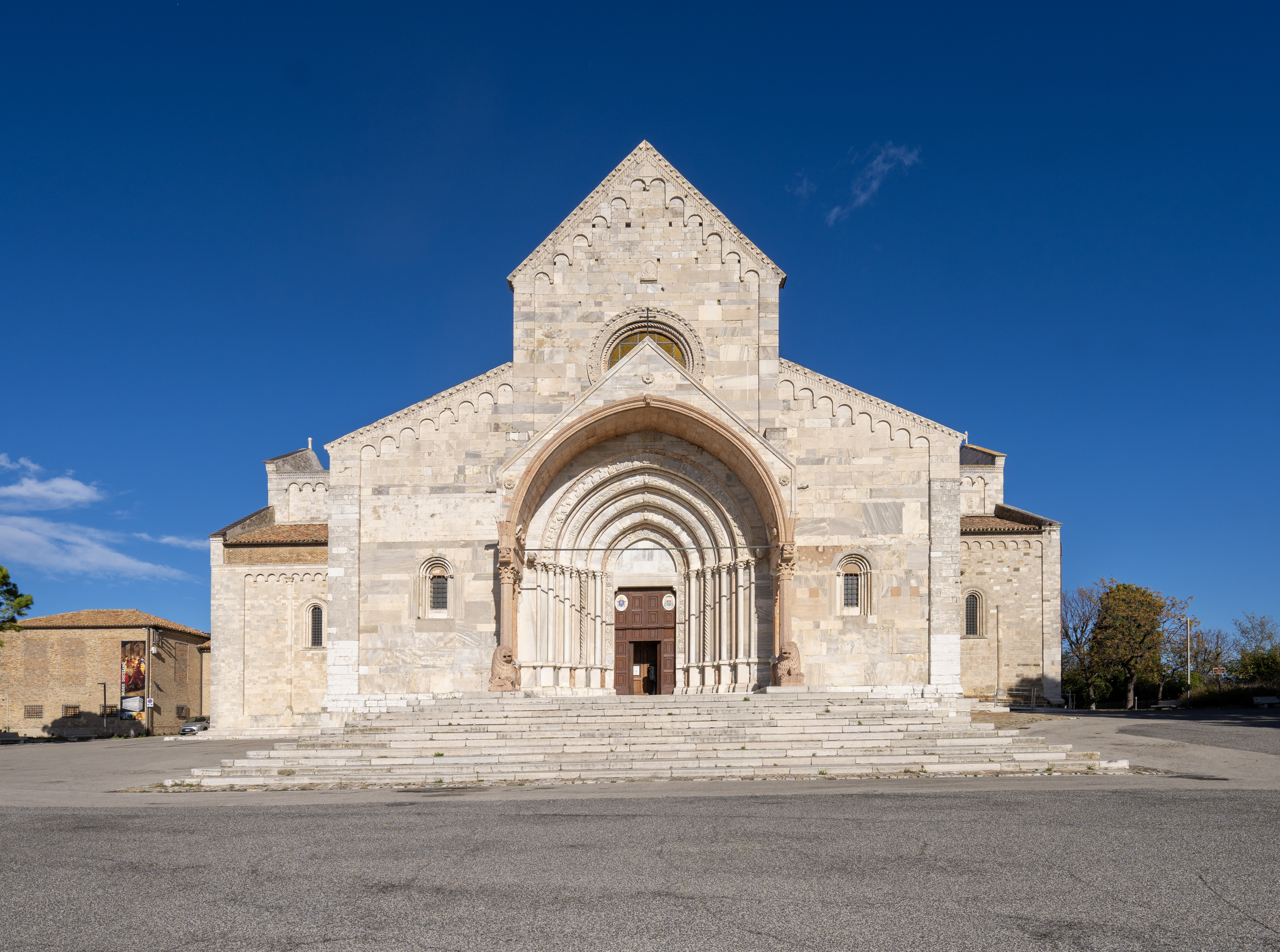
Duomo de San Ciriaco, Ancona

Un descendiente directo del estilo de la catedral de Módena es la basílica de San Zenón de Verona, donde se citan casi todos los elementos de la arquitectura lombarda, la fachada a dos aguas tripartita, la galería de logiettas (aunque aquí interpretadas con columnas dobles), los grandes paneles escultóricos al lado del portal, la articulación interna. El resto del Veneto estuvo dominado por las influencias bizantinas que se filtraban desde Venecia, pero una cita de las maneras lombardas se puede encontrar en los dos órdenes de logiettas en la zona absidial del duomo di Murano.
En el Piamonte, a la influencia lombarda se sumó la del románico francés, provenzal, como en la Sacra de San Miguel o en la iglesia de San Pedro y Orso en Aosta. En Liguria el lenguaje estilístico lombardo se filtró aún más y se mezcló con influencias pisanas y bizantinas, como en el duomo de Ventimiglia o en las iglesias genovesas de Santa Maria di Castello, San Donato, Santa Maria delle Vigne y San Giovanni di Pré, incluyendo grupos escultóricos originales.
También en la Toscana y en Umbria algunas iglesias muestran influencias lombardas, aunque combinada con elementos más clásicos derivados de restos antiguos que sobrevivieron. Este es el caso de la abadía de San Antimo, de la basílica de Santa Maria Infraportas en Foligno, de las iglesias de San Salvatore en Terni o Santa Maria Maggiore en Asís, del Duomo de Todi.
En las Marcas el modelo ofrecidos por la arquitectura emiliana se reelaboraron con originalidad y combinaron con elementos bizantinos. Por ejemplo, la iglesia de Santa Maria di Portonovo, cerca de Ancona (de mediados del siglo XI) o la catedral de San Ciriaco (finales del siglo XI-1189), tienen una planta de cruz griega con una cúpula en la intersección de los brazos y un porche en la fachada que encuadra un portal fuertemente nervado.
También en el Lacio septentrional los influjos lombardos llegaron filtrados desde Umbría y se fecundaron con la ininterrumpida tradición clásica: en Montefiascone con la iglesia de San Flaviano (principios del siglo XII), en Tarquinia con la iglesia de Santa María en Castello (iniciada en 1121), en Viterbo con más basílicas (Santa Maria Nuova, San Francesco en Vetralla, el duomo, San Sisto, San Giovanni in Zoccoli).
En Cerdeña, en los siglos X y XI se manifiesta una «particolare atteggiamento» ('particular actitud') frente a las dos nuevas corrientes lombarda y toscana, que a menudo se fusionan produciendo resultados inéditos. Como en el caso de la iglesia de San Nicola di Trullas (antes de 1115), en Semestene (SS), de la capilla palatina de Santa Maria del Regno (1107) en Ardara o de San Nicola di Silanos (antes de 1122) de Sedini (SS) y de la basílica de San Simplicio en Olbia (siglos XI-XII) por nombrar unos pocos. De una época más tardía data la iglesia de San Pedro de Zuri en cuya fachada aparece un epígrafe que recuerda la fecha de consagración, 1291, y el maestro que realizó las obras, Anselmo da Como. a este mismo autor se atribuye la fachada de la iglesia de San Pietro Extramuros (XI-rehecha en el XIII) en Bosa (OR), donde sobre la parte superior de la fachada aparece un edículo con las columnillas ofíticas.

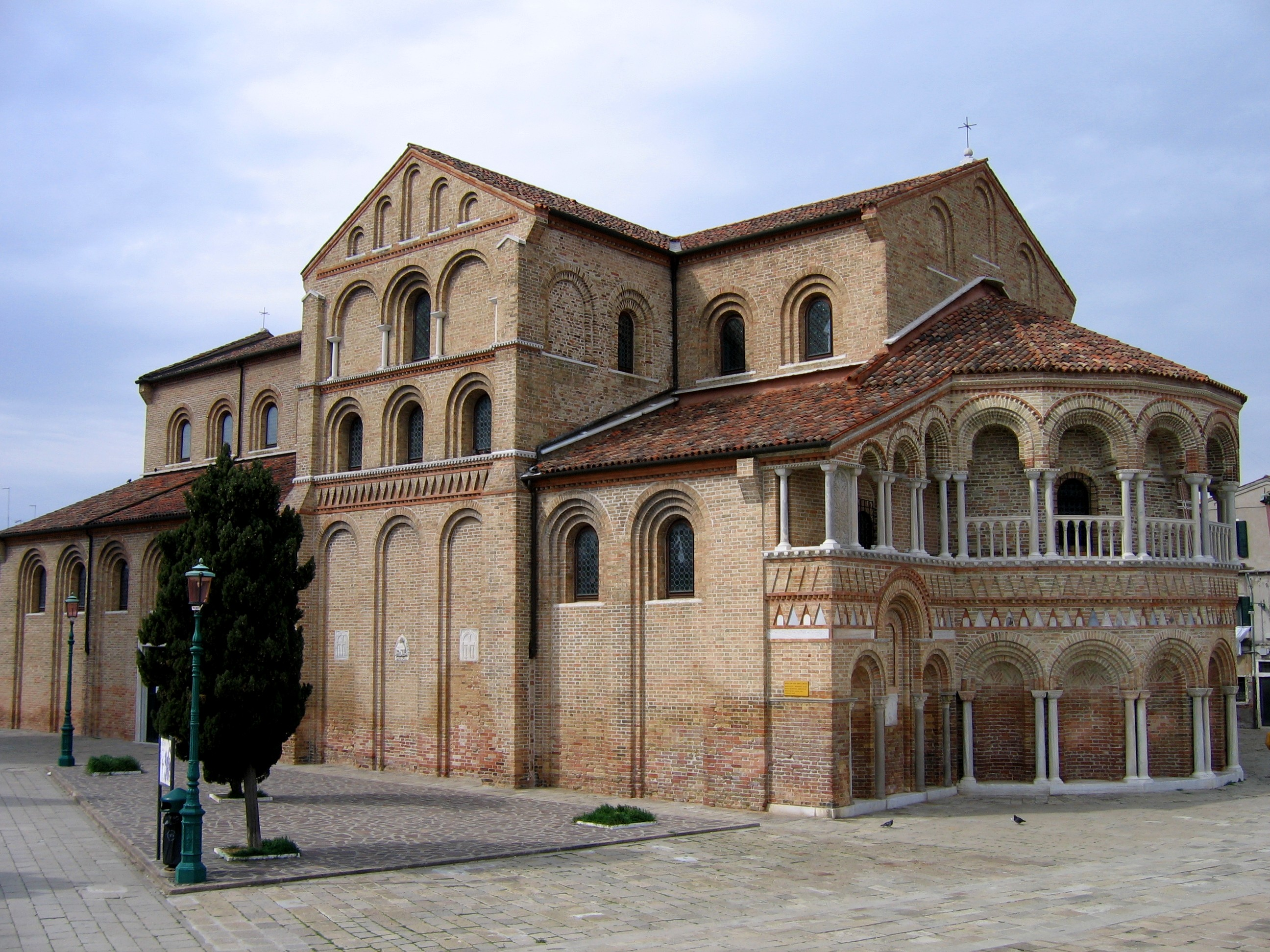
Santi Maria e Donato, Murano
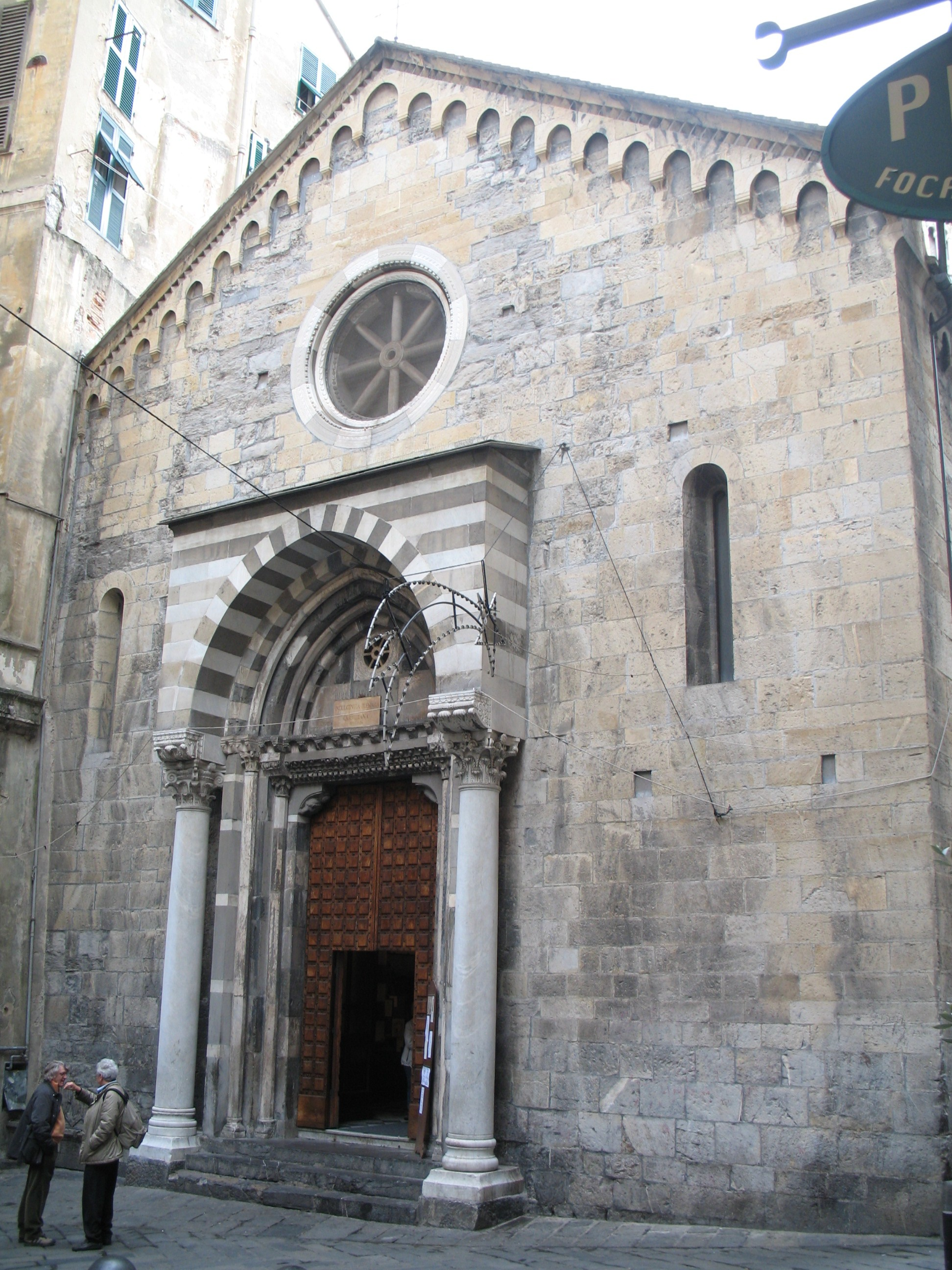
San Donato, Génova
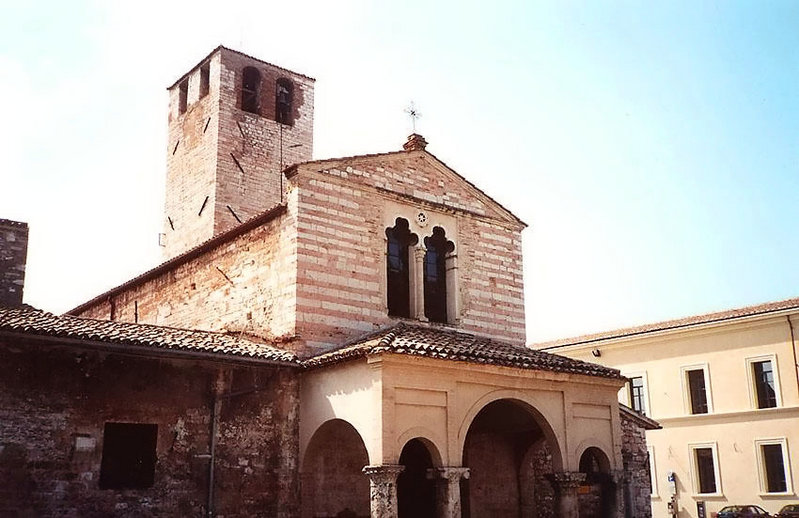
Santa Maria infraportas, Foligno
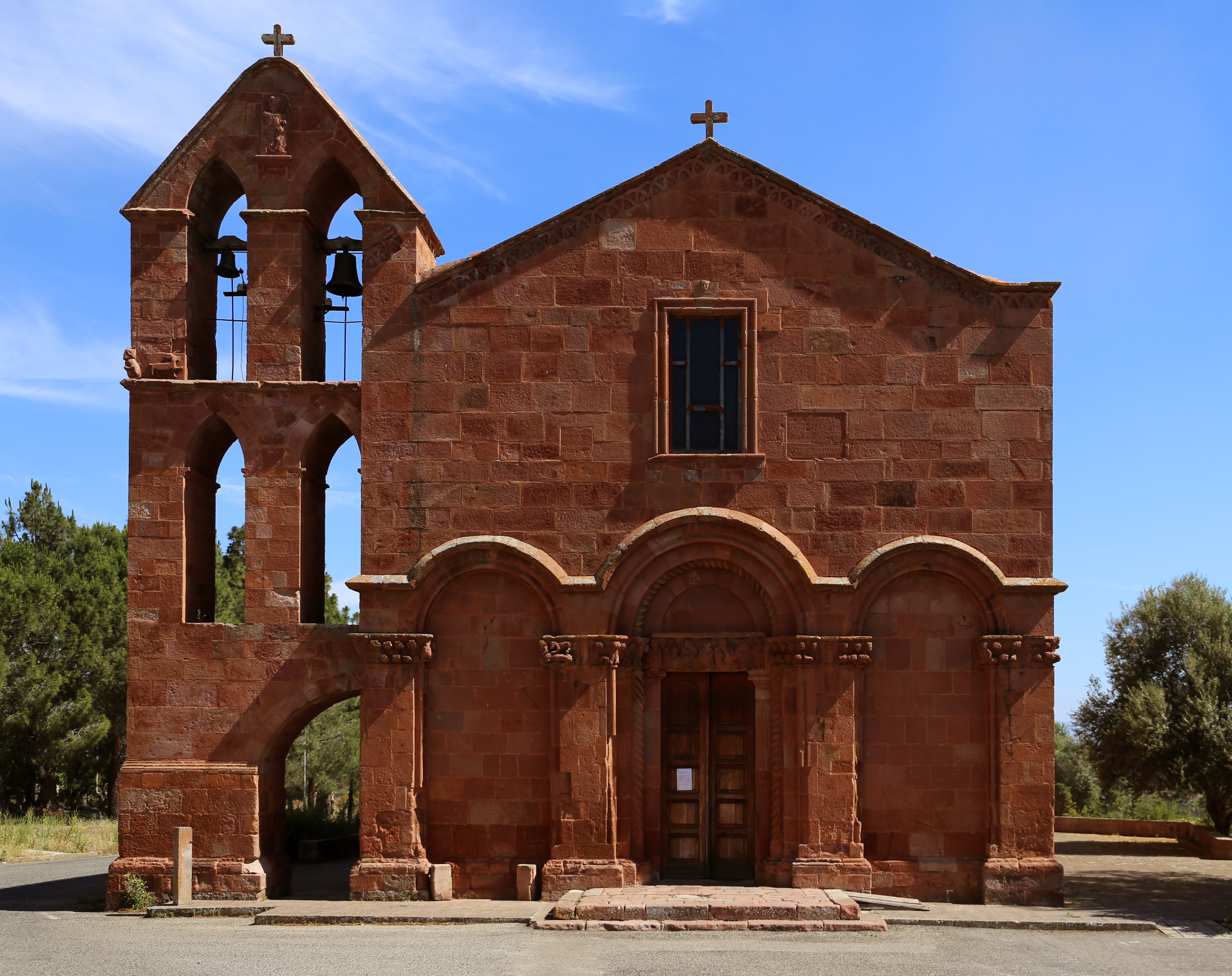
Iglesia de San Pietro di Zuri (Or) de Anselmo da Como

## Escultura

### Los maestros comacini

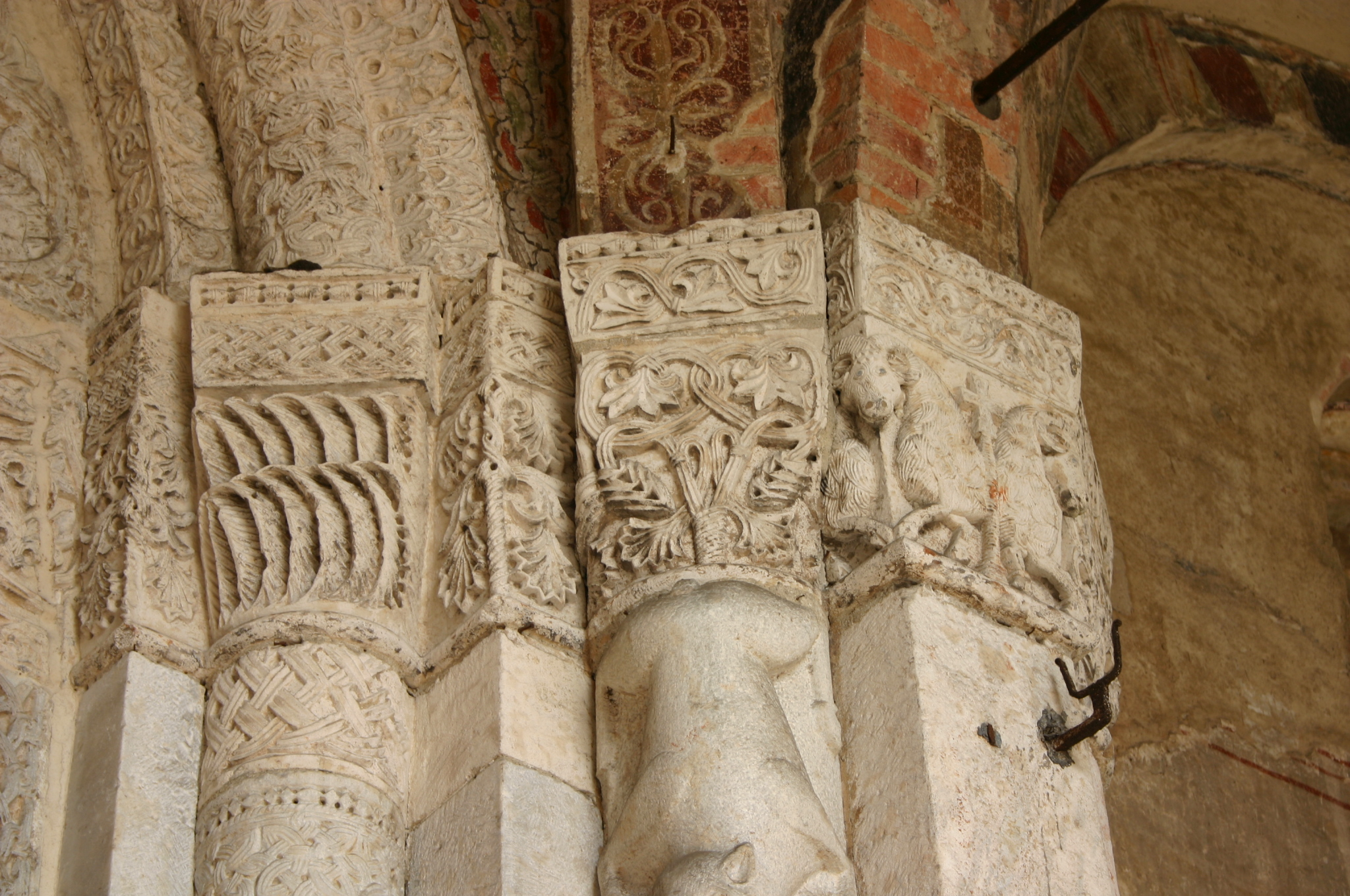
Capitel zoomórfico en el atrio de la basílica de Sant'Ambrogio

Entre los primeros maestros románicos lombardos hay una serie de maestros hoy anónimos que trabajaron inicialmente en la zona de Como (y que por eso son llamados maestri comacini). Estos escultores se movían mucho y su trabajo está documentado en la región de los Prealpes, en la llanura padana, en el Ticino y algunos de ellos incluso llegaron a trabajar en Alemania, Dinamarca, Suecia y Cerdeña (como en la iglesia de San Pietro di Zuri en Ghilarza).
Entre las mejores obras de esta escuela destacan la decoración exterior de la basílica de San Abundio, en Como, o el coro de la basílica de San Fedele, siempre en Como, con figuras zoomorfas, monstruos, grifos, etc.
En estas representaciones las figuras humanas son poco frecuentes y se caracterizan por una apariencia tosca y poco realista. Mucho más importante es su maestría en la representación de figuras de animales y plantas, de entrelazamiento complejo debido quizá al hecho de que pudieron contar con modelos de telas y otros objetos orientales. El relieve es plano y estilizado, y hacen un amplio uso del recurso al perforado para crear una neta ruptura con el fondo, de profundidad fija, para dar un efecto de claroscuro.
Una importante obra de construcción del siglo XII fue la de la basílica de San Michele Maggiore en Pavía, donde se esculpieron cuatro largas bandas horizontales, interrumpidas únicamente por los elementos arquitectónicos de la fachada, que hoy están irreparablemente comprometidos debido a la degradación de la arenisca en la que fueron tallados. Se incluyen temas naturalistas, alegóricos, escenas de caza, de guerra y de vida cotidiana, figuras de santos. Sólo se puede dar una valoración global de los frisos, pero basta para entender que se trata de una de las mayores obras maestras del románico lombardo, quizás con derivaciones e influencias orientales armenias. 
Destaca también el complemento artístico de la Basílica de Sant'Ambrogio de Milán, que combina elementos prerrománicos (como los motivos entrelazados) con temas más originales como representaciones de animales o elementos vegetales con una acentuada sensación de volumen. A menudo, en la esquina del capitel se representa una sola cabeza de la que emergen dos cuerpos en sus respectivos lados.

### Wiligelmo

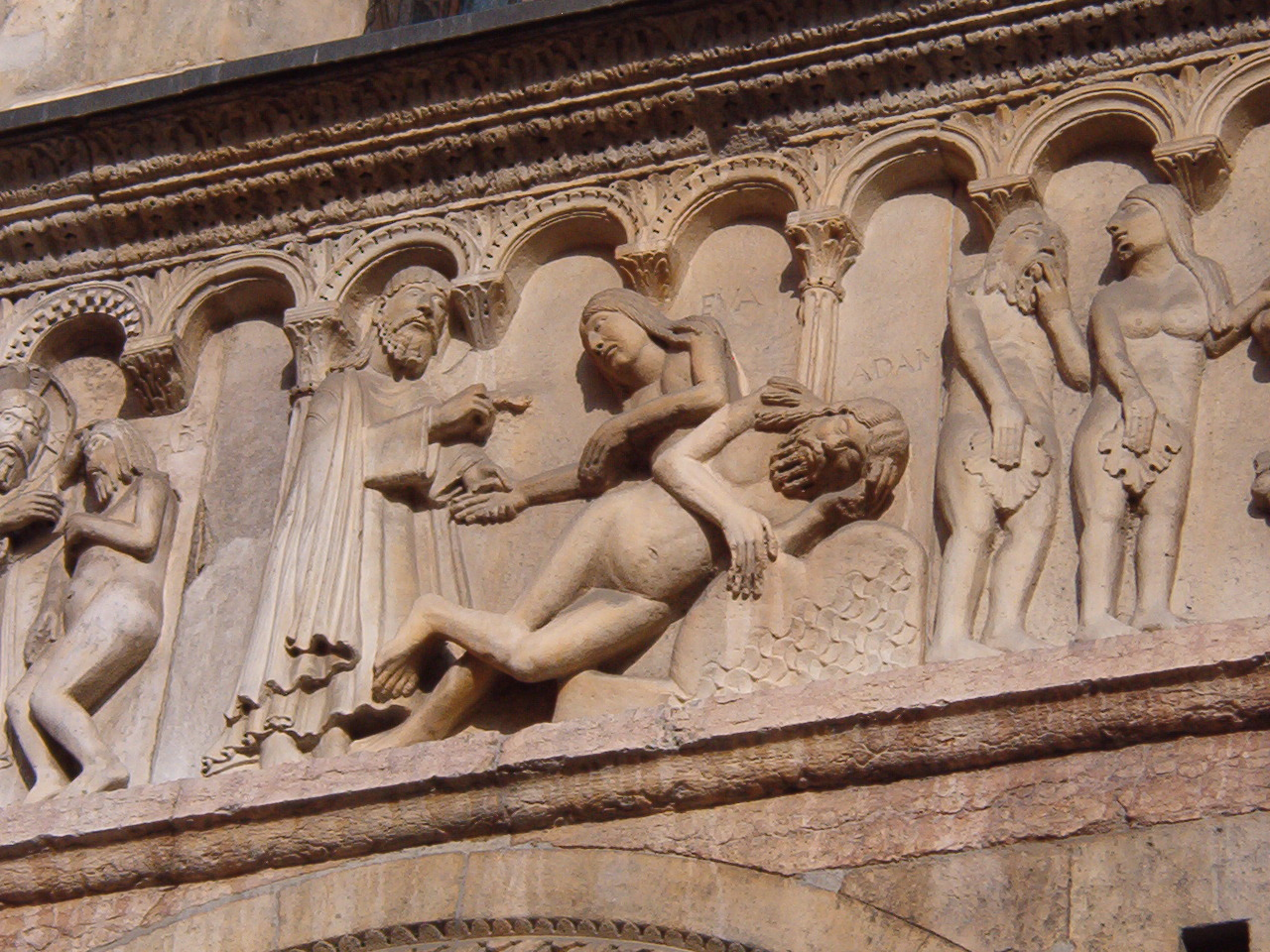
La Creazione di Eva, Wiligelmo, en el duomo de Modena

Wiligelmo fue el maestro de las esculturas de la fachada de la catedral de Módena, cuyo nombre  proviene de una losa colocada en la propia catedral, donde los agradecidos ciudadanos hicieron tallar una frase en alabanza del maestro
Para Módena esculpió diferentes relieves entre el final del siglo XI y el comienzo del siglo XII, siendo los más famosos los cuatro grandes paneles que representan Storie della Genesi (Creazione, Peccato dei progenitori, Uccisione di Abele, Punizione di Caino e l'Arca di Noè), que marcan la reanudación de la escultura monumental en Italia. El compleja figurativo representa una alegoría de la salvación humana y de la reconciliación con Dios.
Para comprender el estilo inmediatamente anterior a Wiligelmo, se pueden ver los capiteles de maestros lombardos anónimos en la cripta de la catedral: no tienen comparación el realismo, la interpretación de los volúmenes y la alegre disposición narrativa de Wiligelmo. La inmediatez de la narración fue un componente fundamental, admirado desde la época, sobre todo teniendo en cuenta que el público objetivo eran todos los fieles, sin distinciones de nivel cultural. Las esculturas, especialmente las de los altares del Génesis, están cuidadas hasta el más mínimo detalle, con algunos elementos tan alejados de un estereotipo que parecen estudiados del natural, como los diferentes pliegues del manto de Dios, suave y fluido, o los diversos estados de ánimo de las expresiones faciales.

Bajorrelieves de Wiligelmo en la fachada de la catedral de Módena
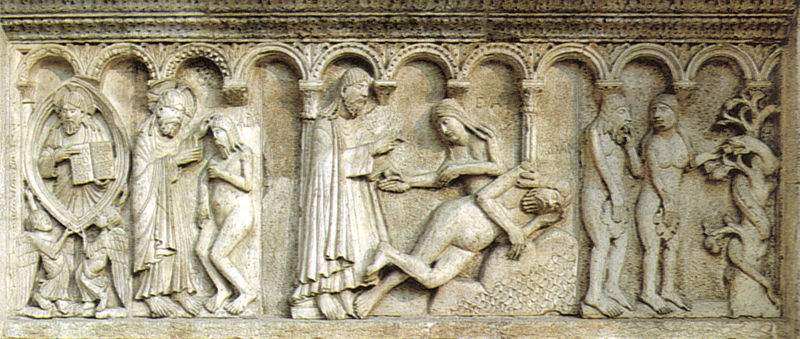
Creazione dell'uomo, della donna e peccato originale
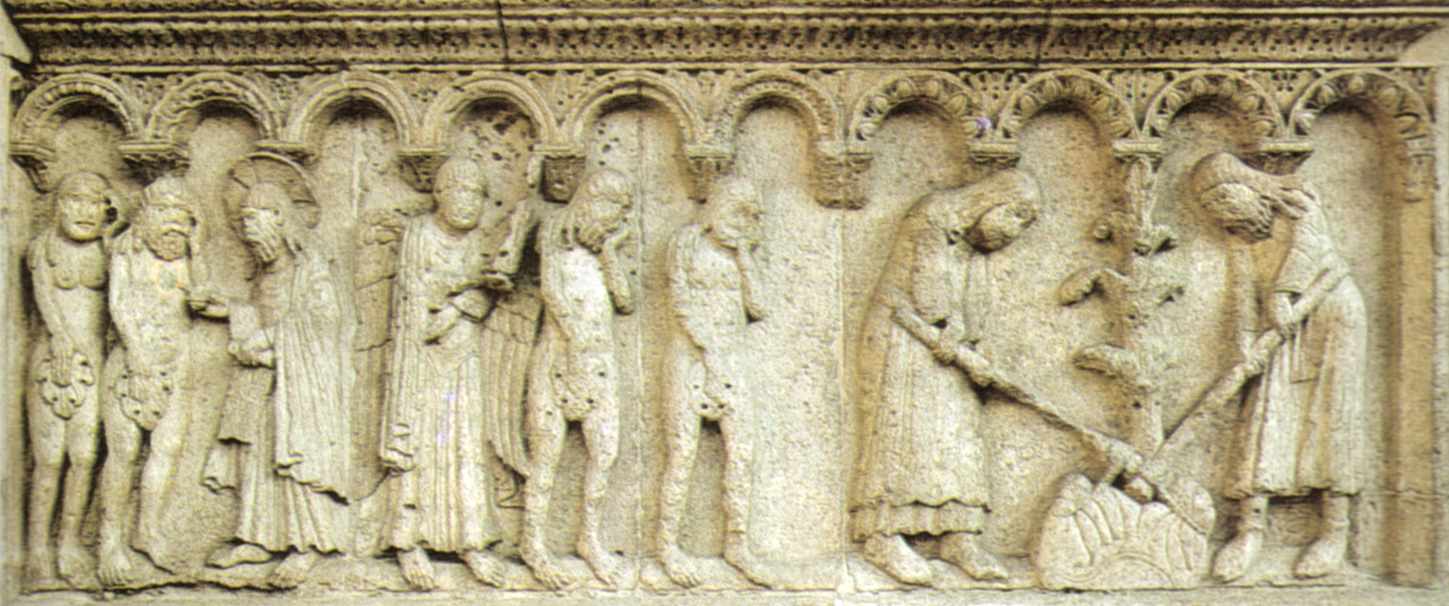
Cacciata dal Paradiso Terrestre
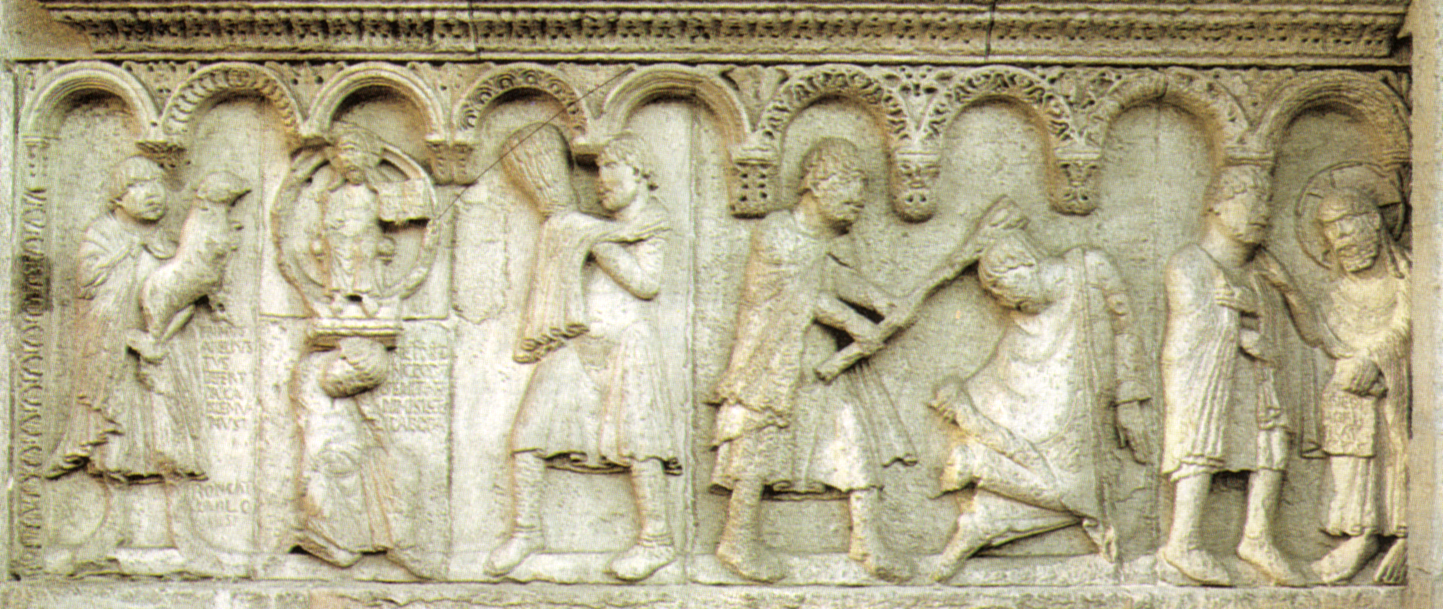
Caino e Abele

### Los discípulos de Wiligelmo

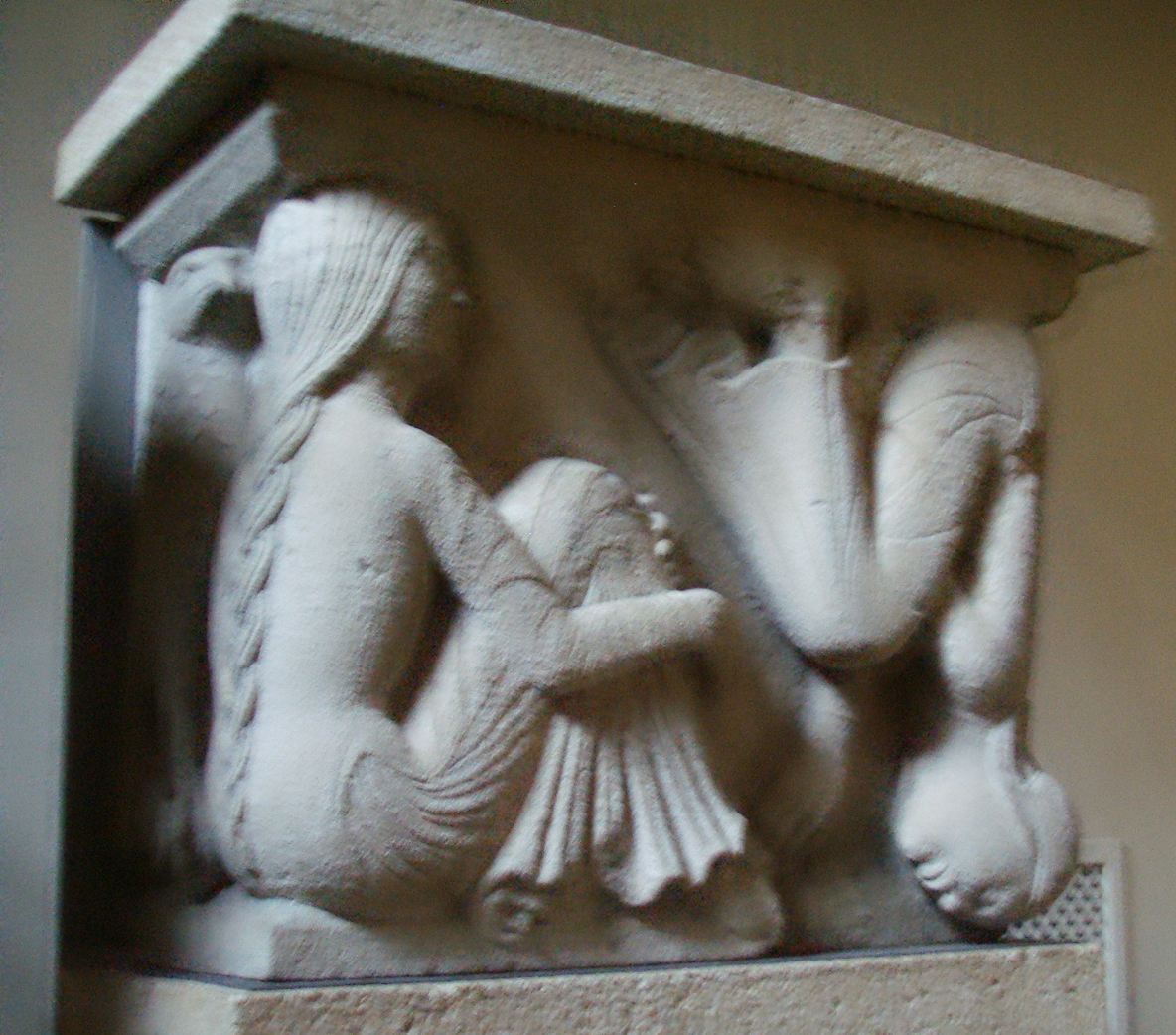
Maestro delle Metope, Gli Antipodi, Museo del duomo di Modena

En Módena trabajaron numerosos maestros canteros, como el maestro delle Storie di San Geminiano (activo hacia el año 1130, dotado de gran inventiva, pero menos expresivo que Wiligelmo), el maestro de Artù (más decorativo y menos dramático) y el maestro de las metopas. Este último artista anónimo, activo en el primer cuarto del siglo XII, esculpió un unicum con fantasiosas representaciones de los pueblos más remotos del mundo que aún enfrentaban el mensaje cristiano; importante es la aparición en su estilo de elementos minuciosos y refinados, derivados de la escultura borgoñona, con tallas de marfiles y de orfebrería.
Hay que subrayar la magnificencia y la riqueza de detalles del portal de la Pieve di San Giorgio (Argenta), obra maestra del escultor Giovanni da Modigliana.

### Niccolò

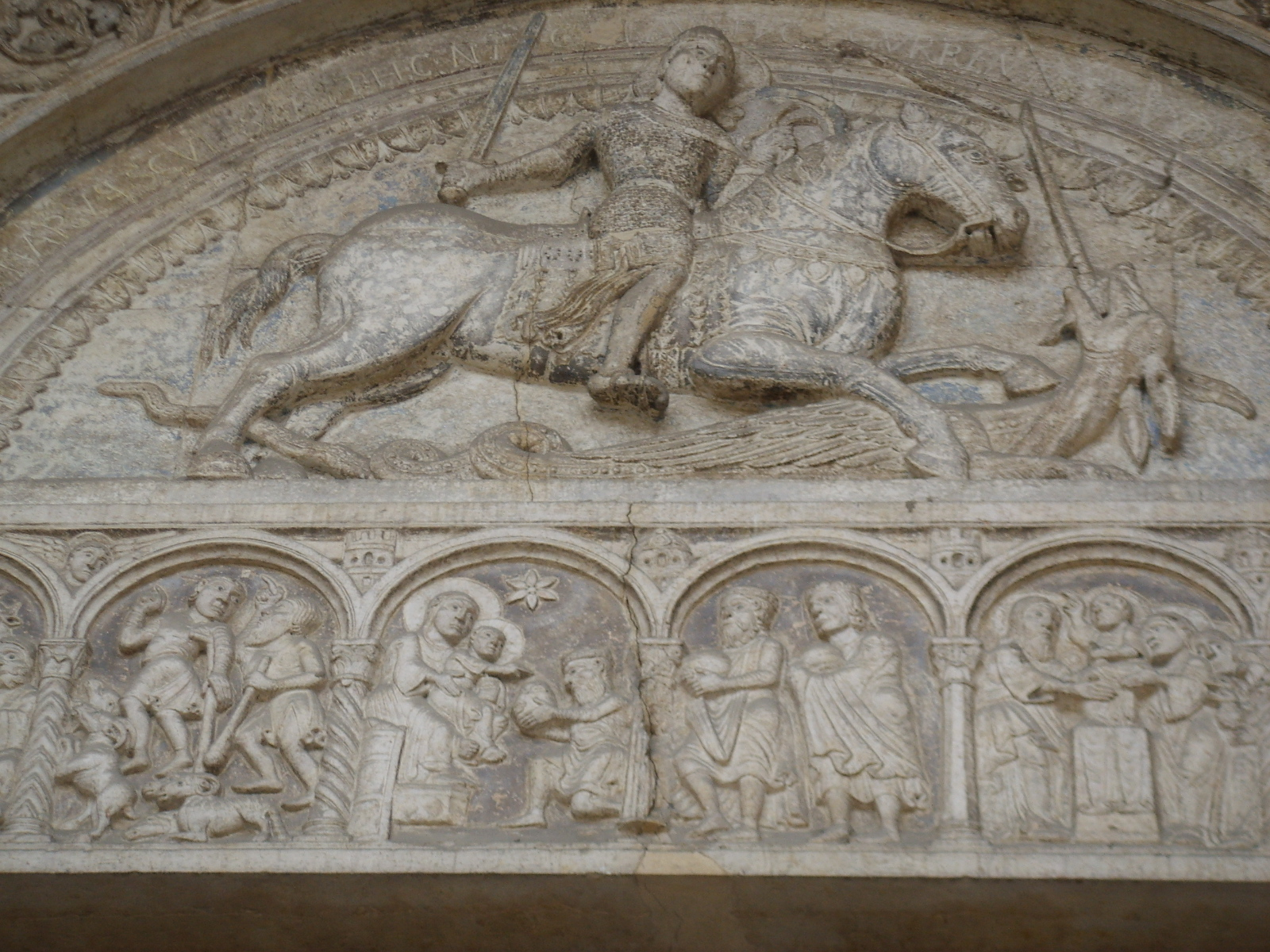
Niccolò, San Giorgio che uccide il drago, luneta del portal mayor, catedral de San Giorgio, Ferrara

El escultor conocido por el nombre de Niccolò, estudiante o de alguna otra manera conocedor de la obra de Wiligelmo, fue el primer maestro de quien se conoce un corpus de obras firmadas, solo cinco, lo que permite reconstruir sus movimientos a través de la Italia septentrional.
La primera obra firmada Nicolaus es de 1122 y consiste en el portal de la derecha de la fachada del duomo de Piacenza, donde se representa la Storie di Cristo en el arquitrabe, caracterizado por un estilo eficazmente narrativo, pero con un relieve más bien aplastado, que se compensa con una mayor sofisticación en los detalles y un preciosismo casi pictórico. Este estilo tuvo un gran seguimiento en Piacenza, al igual que en los artistas anónimos de los formelle dei Paratici, en la nave central, que representan corporazioni delle arti e mestieri que habían financiado la construcción de la catedral.
El segundo testimonio de Nicolaus se encuentra en la sacra di San Michele, en el valle de Susa, en Piamonte, donde trabajó probablemente entre 1120 y 1130. Aquí se encuentra la Porta dello zodiaco, con las jambas decoradas con relieves de los signos zodiacales, similares a las de las popoli fantastici en la Porta dei Principi de Modena, donde se encuentran influencias de la escuela de escultura de Toulouse.
En 1135 Niccolò estaba en Ferrara para trabajar de nuevo en un protiro (porche), donde por primera vez fue tallado también el tímpano, como se hacía ya desde un par de décadas antes en Francia; luego en 1138 se encuentra en el patio de la basílica de San Zenón en Verona, también trabajando en un tímpano polícromo; y, finalmente, en 1139, aparece la última de sus obras en el  duomo de Verona: una Madonna in Trono, una Annunciazione y una Adorazione dei Magi, siempre en el portal. Niccolò introdujo elementos derivados de Aquitania y del norte de España.

### Los maestros campioneses
La característica constante de los maestros campioneses (originarios de Campione d'Italia) era la de trabajar como una corporación; de esta manera se transmitieron conocimientos específicos en la materia; si por un lado este proceder inhibía la creatividad individual, por otro lado lo compensaban retomando estilos de grandes maestros anteriores.
La última fase de la decoración de la catedral de Módena se llevó a cabo por ellos, entre los que destaca la actividad de Anselmo da Campione (activo hacia 1165). Esculpieron el coro alto en la catedral y crearon su gran rosetón en la fachada. Trabajaron también en las principales obras de la región.

### Benedetto Antelami

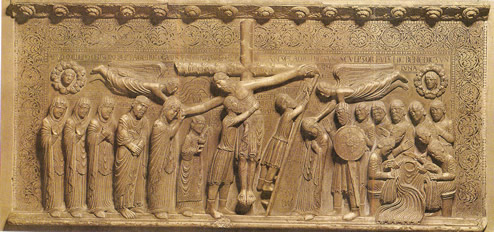
La Deposizione del duomo de Parma

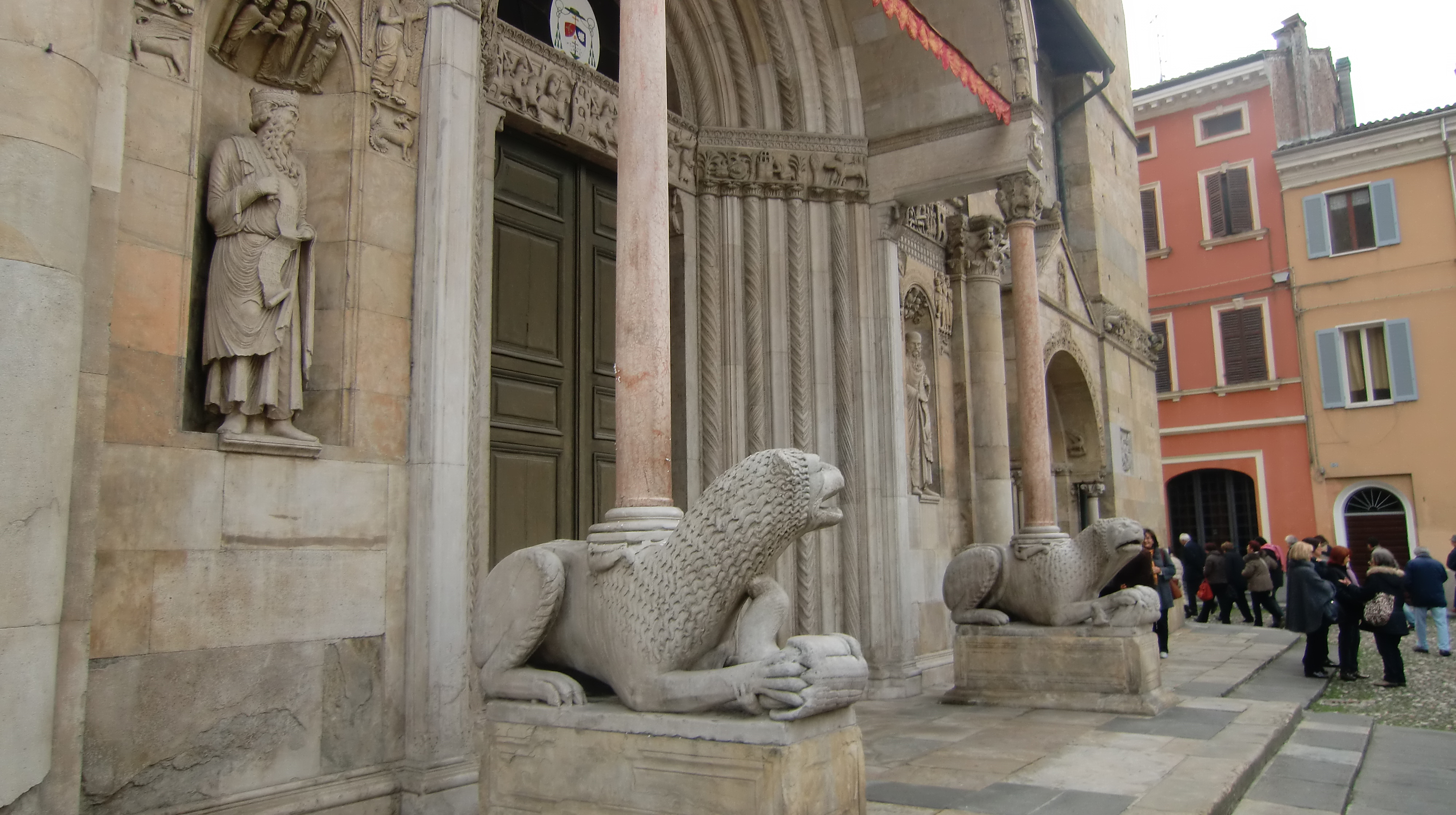
Escultura del Profeta en el portal central de la catedral de Fidenza

Benedetto Antelami trabajó en el conjunto monumental del duomo de Parma, al menos desde 1178, tal como figura en la placa de la Deposizione procedente de una tribuna desmembrada. Su actividad fue en la época de transición entre el románico y el arte gótico, tanto por datación como por estilo. Es probable que tuviera la oportunidad de visitar las obras que se estaban haciendo en Provenza, tal vez incluso las de la Isla de Francia. En la célebre Deposizione representó el momento en que el cuerpo de Cristo era bajado de la cruz, con varios elementos traídos de la iconografía canónica de la Crocefissione (los soldados romanos con el manto de Cristo, el sol y la luna, la personificación de la Ecclesia y de la Sinagoga, etc.) y de la Resurrezione (las tres Marías). Especialmente refinada es la ejecución y también el resultado del modelado de los cuerpos humanos, menos rechochos que las figuras de Wiligelmo. En comparación con el maestro de Módena, era bastante menos dinámico en la composición de la escena, con las figuras atrapadas en poses expresivas. La impresión de espacialidad conseguida por los dos planos superpuestos en lo que se disponen los soldados que echaron suertes las vestiduras es el primer ejemplo de este tipo en Italia.
Esculpido en el mismo período también es la cátedra episcopal, con poderosas figuras altamente plásticas y dotadas con notable espresividad.
En 1180-1190 fue con el taller a Fidenza donde decoró la fachada del Duomo con varios relieves, entre los que sobresalen las estatuas de los dos Profeti dentro de nichos en los lados del portal central: la recuperación de la escultura de bulto redondo (aunque en este caso, la colocación arquitectónica no permite al espectador apreciar los diferentes puntos de vista) no tenía precedentes desde finales de la estatuaria tardo-antigua, ni fue seguida hasta Donatello.
Su obra maestra es el baptisterio de Parma (de 1196), tal vez influenciado por el baptisterio de Pisa, en el que la escultura crea un conjunto único, tanto en el interior como en el exterior, con un ciclo que puede ser descrito en la discusión de la vida humana y de su redención.

## Pintura

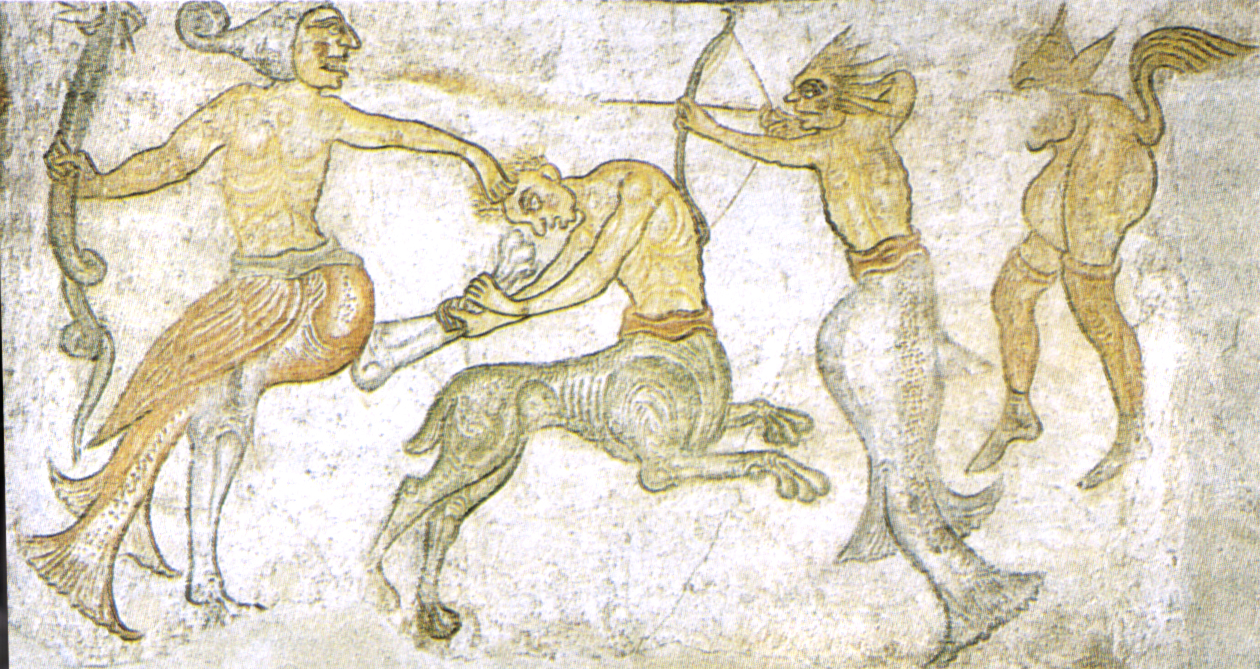
Combattimento di figure mostruose, iglesia de San Jacopo, Termeno (BZ)

En Lombardía hay espléndidos testimonios de frescos románicos en Civate (Lecco), como en la iglesia S.Calocero y en San Pedro al Monte, el estos últimos documentados en la mayor parte de la bibliografía sobre la pintura románica. Otro notable ciclo de frescos de este período se encuentra en San Martino en Carugo (Como).
Un interesante ejemplo de independencia de las características estilísticas dominantes del arte bizantino lo constituyen las pinturas conservadas en el área altoatesina.
Por ejemplo en la cripta de la iglesia de Montemaria en Burgusio (ca. 1160), un Cristo in maestà con cherubini e i Santi Pietro e Paolo recuerda los resultados de las miniatura otoniana.
Más originales son los fragmentarios frescos de la iglesia de San Jacopo en Termeno sulla Strada del Vino, donde hay una escena con Combattimento di figure mostruose (de finales del siglo XII) que se caracteriza por un fuerte sentido de movimiento y un tratamiento suelto y elegante.
En el ciclo del castillo de Appiano (finales del siglo XII) se encuentran figuras alargadas que parecen anticipar las escenas corteses del periodo gótico. También es importante la vena naturalista de estas pinturas, que se diferencia de los modelos bizantinos, como en el fresco con el Sacrificio di Isacco (iglesia de San Jacopo de Grissiano, fracción de Tesimo, de principios del siglo XIII), donde a lo largo del perfil de un arco está pintado un asno cargado de leña luchando por levantarse contra el telón de fondo de los nevados picos de los Dolomitas.

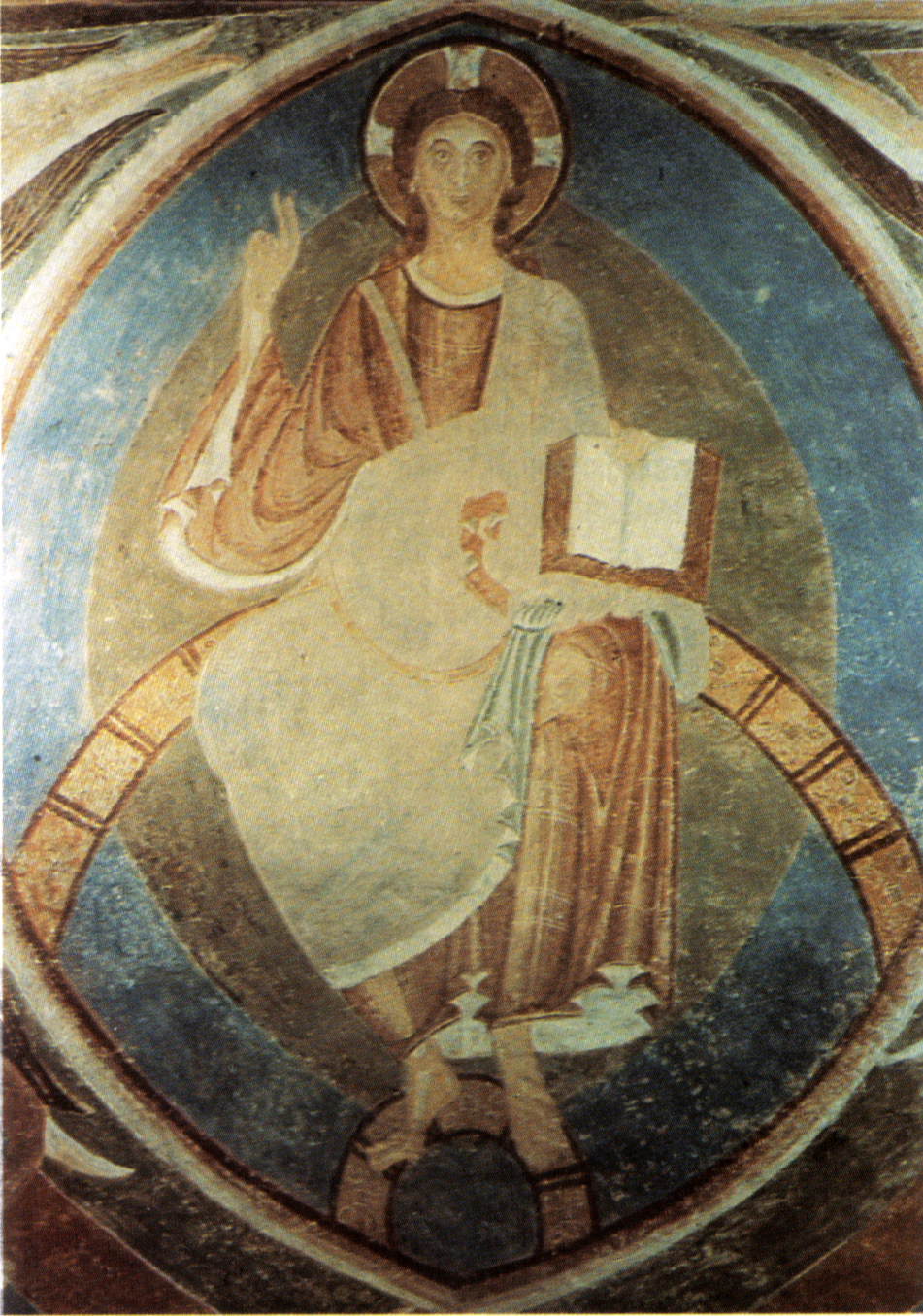
Cristo in maestà, cripta de la iglesia de la abadía de Montemaria, Burgusio
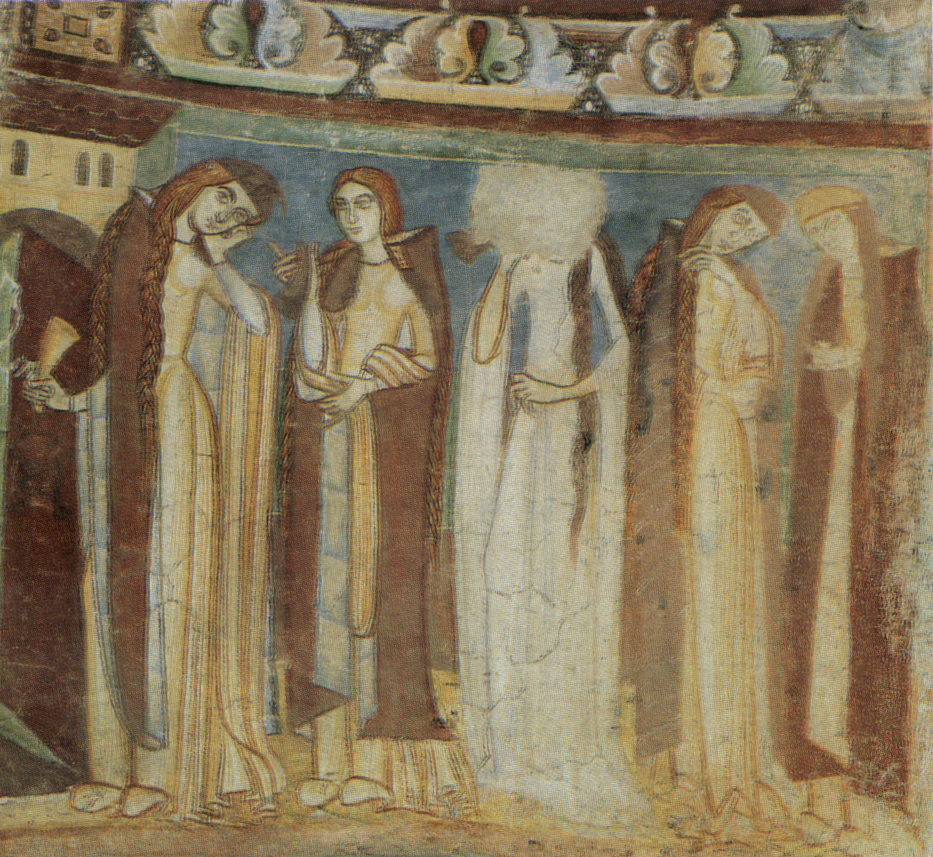
Le vergini folli, xastillo de Appiano
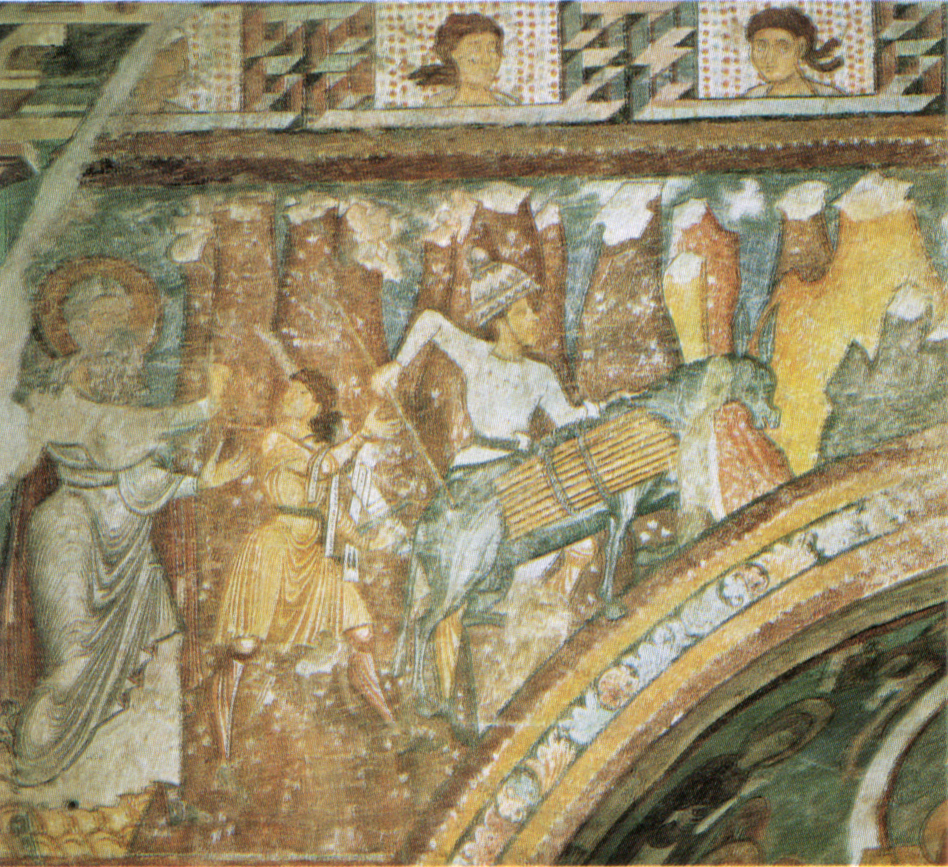
Sacrificio di Isacco, iglesia de San Jacopo, Grissiano

## El mosaico
El florecimiento del mosaico de suelo, muy apreciado por las clases acomodadas y ampliamente presente (hasta la primera mitad del siglo XIII) en edificios sacros y civiles, está íntimamente relacionado con el excepcional renacimiento constructivo que caracterizó a Europa occidental en los siglos XI y XII. El mosaico pavimental románico tiene algunas características peculiares, como el uso de pocos colores en toda la superficie decorada, casi exclusivamente blanco, negro y rojo, y la mezcla de baldosas y losas de mármol. Un núcleo homogéneo y particularmente rico en mosaicos lo forman los suelos de mosaico del noroeste de Italia, desde Emilia hasta Lombardía y Piamonte, caracterizados por relaciones estilísticas y compositivas muy estrechas con la escultura y sobre todo con las miniaturas regionales, con cierto gusto por la policromía y los programas iconográficos particularmente complejos, a menudo basados no sólo en repertorios bíblicos, sino también en bestiarios, fuentes mitológicas y literarias.
Tanto los mosaicos de la abadía de San Colombano en Bobbio como los de la duomo de Casale Monferrato están dedicados al Libro dei Maccabei, un estilo similar muestra el mosaico de Pavía del presbiterio de la basílica de San Miguel el Mayor  (también, como los otros ya mencionados, de la primera mitad del siglo XII) donde un tema bíblico, la Victoria de David sobre Goliat, se asocia con un episodio de la mitología clásica, la Muerte del Minotauro por Teseo en el laberinto. El mosaico de San Miguel el Mayor también retoma un tema muy difundido: la representación del tiempo a través de la personificación del año y de los meses, cada uno asociado al trabajo agrícola que lo caracteriza, tema extraído del mosaico de la cripta de la basílica de San Savino in Piacenza, donde también aparecen las figuras de las Virtudes Cardinales, presentes a su vez en el mosaico presbiteral de la capilla de Santa Maria en San Benedetto Po, en los mosaicos de la iglesia de Santa Maria del Popolo en Pavía (ahora en el Museos Cívicos de la ciudad) y en el del  Camposanto de los Canónigos en Cremona.
En los mosaicos faltan por completo temas relacionados con el Nuevo Testamento e imágenes que habría sido una falta de respeto pisotear, como las de la Virgen o las de la cruz, y son menos raras las narraciones de historias de santos, como la pasión de San Eustaquio, representado (hacia finales del siglo XI) en un mosaico en la iglesia de Santa Maria del Popolo en Pavía (ahora en los Museos Cívicos de la ciudad).

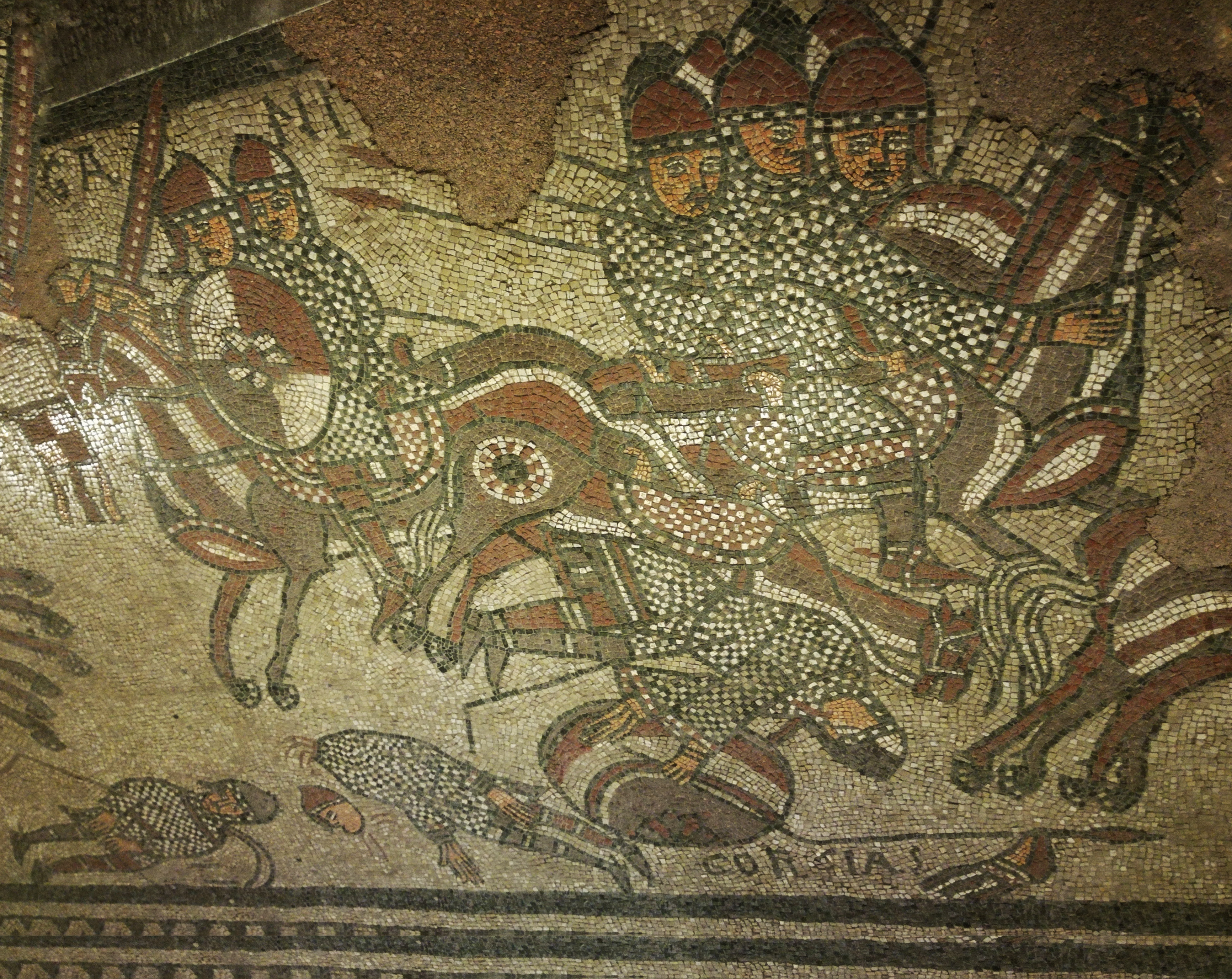
Libro dei Maccabei, abadía de San Colombano, Bobbio
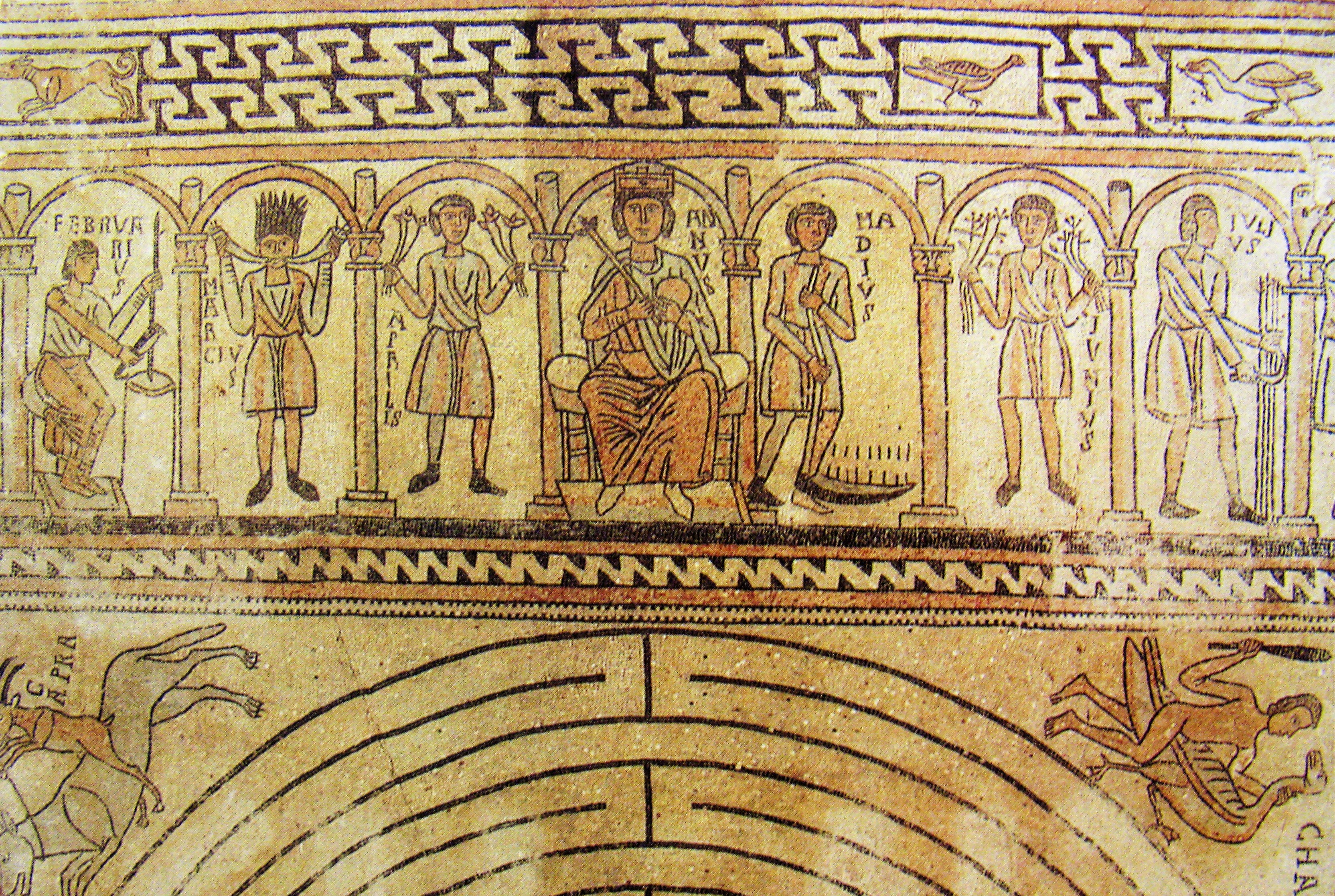
Il labirinto, Basílica de San Miguel el Mayor en Pavía
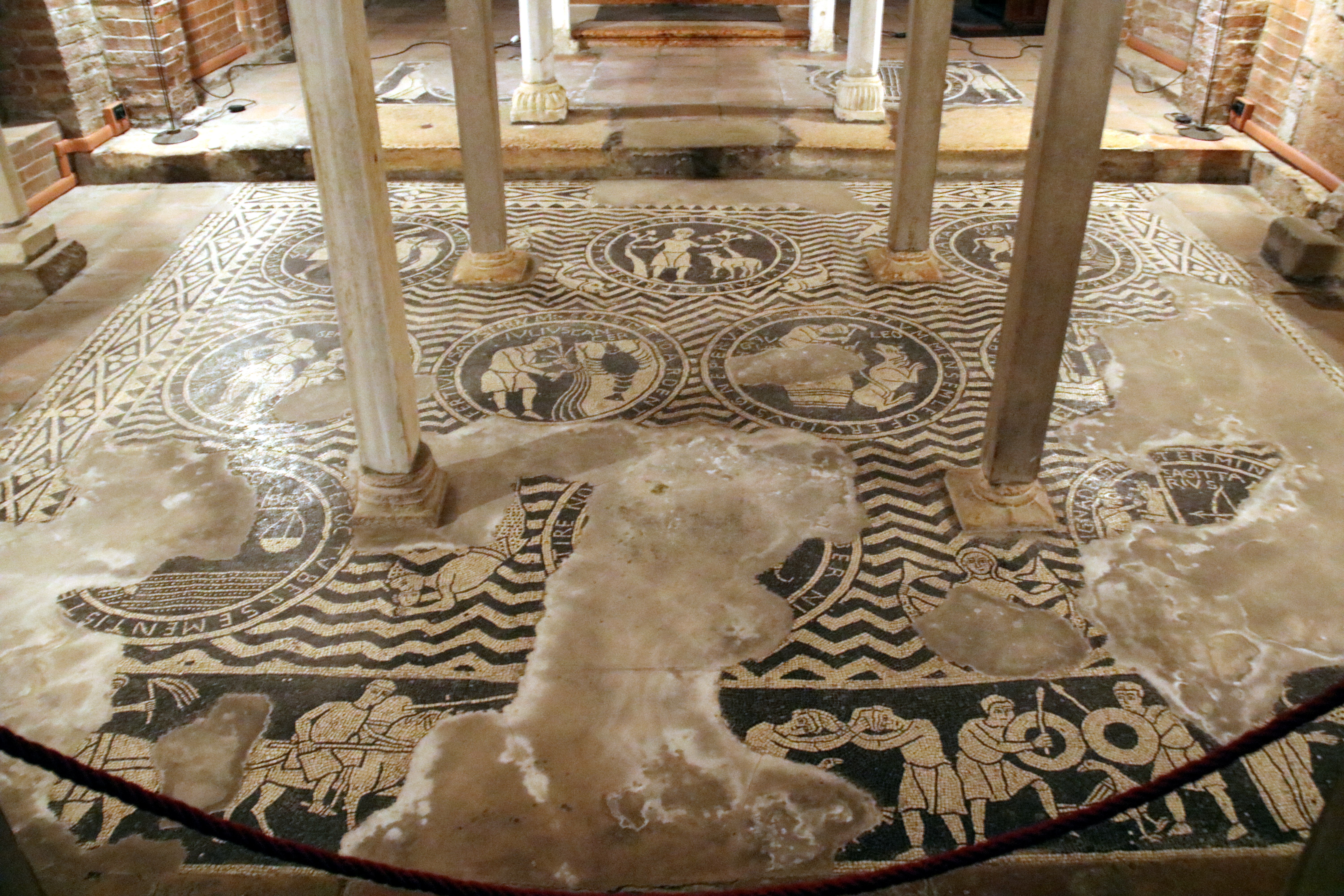
Ciclo dei mesi, Basílica de San Savino, Piacenza
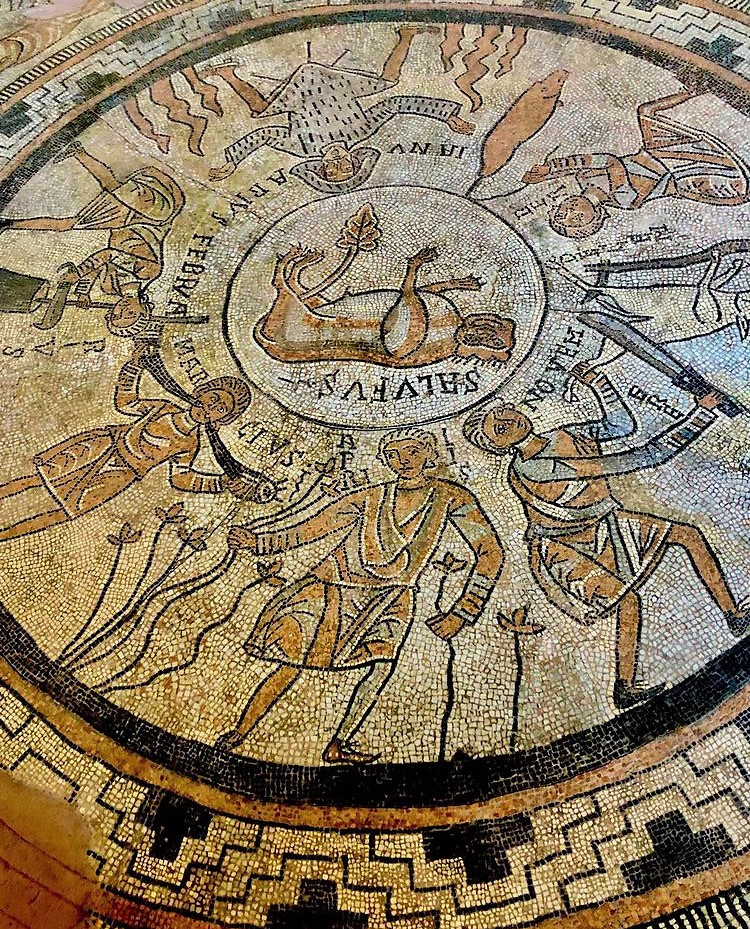
Ciclio dei mesi, de la iglesia de Santa Maria delle Stuoie, Pavía, Musei Civici
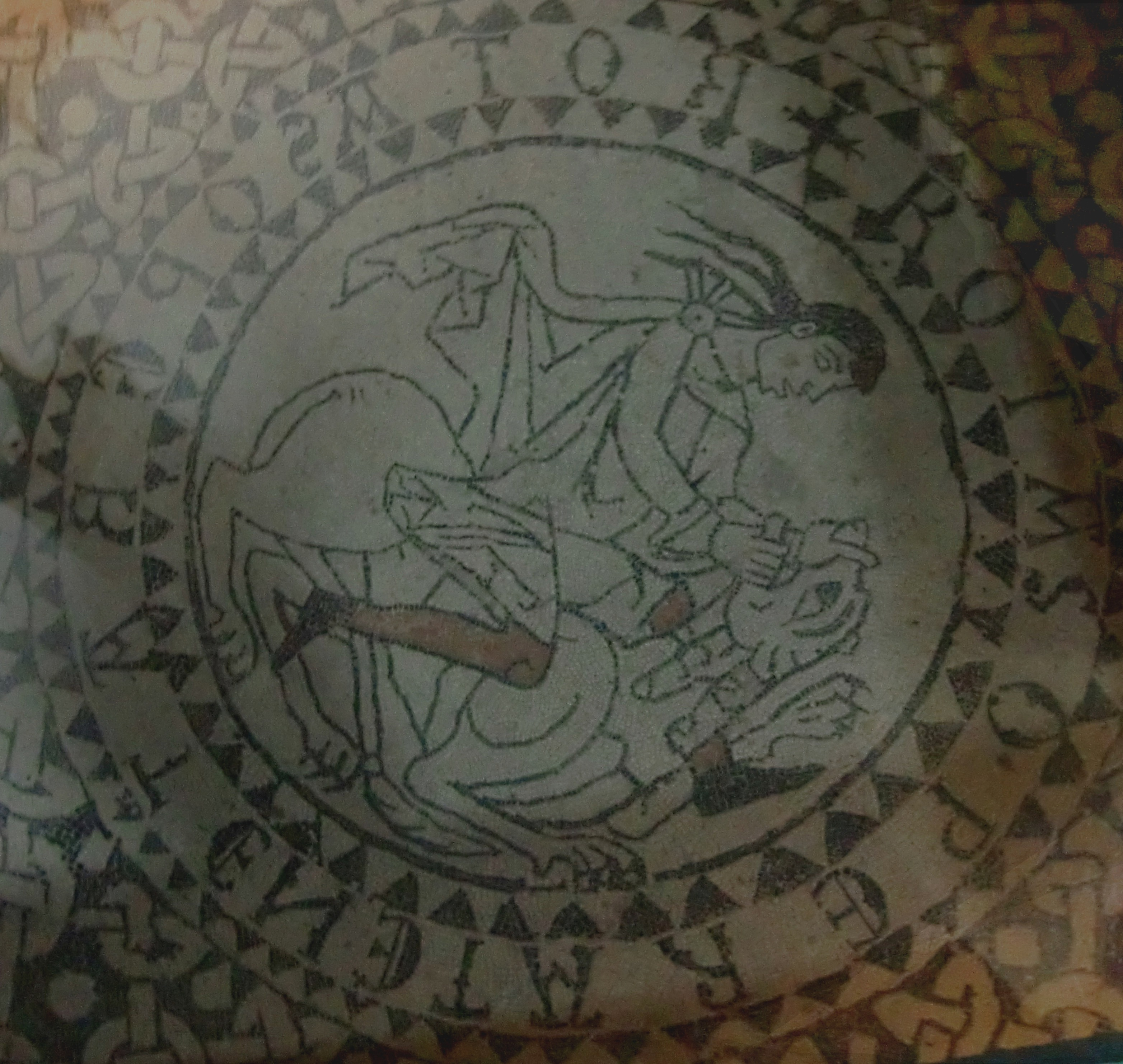
Sansone che uccide il leone, Colegiata de San Orso, Aosta